# 細谷佳正
細谷 佳正（ほそや よしまさ、1982年2月10日 - ）は、日本の男性声優。広島県尾道市出身。フリー。

## 来歴
尾道市立栗原中学校卒業。
尾道高等学校時代は当初演劇部と剣道部に所属していたが、次第に芝居にのめり込み、途中から演劇部一本に絞る。演劇部では部長を務め、卒業後の進路で舞台俳優を目指すべく大阪芸術大学の入学試験を受験するも、当時芸大の実技試験に小劇場の台本が使われており、ウィリアム・シェイクスピアの『ロミオとジュリエット』が出題されて、試験内容自体は容易だったのだが、実技で先輩が手本にジャンプしながら開脚180度をするというポーズをとるのを見て「これは無理だな」と断念。その他の大学も失敗。進路に悩んでいたときに、知人に勧められた『機動戦艦ナデシコ -The prince of darkness-』にて山寺宏一演じるキャラクターがワープするシーンに感銘し、「自分もワープをしてみたい」と声優になる決意をする。
2002年、東京アナウンス学院卒業。同年マウスプロモーション附属俳優養成所に入所し、2004年に外画の吹き替えの仕事が多い同事務所へ所属する。2014年7月1日にマウスプロモーションを離れてからはフリーでの活動を行っている。
2005年、『ギャラリーフェイク』でアニメデビュー。
デビュー当初は海外ドラマ・映画の吹き替えの仕事がメインだったが、2007年にOVA『テニスの王子様 Original Video Animation 全国大会篇Semifinal』にて白石蔵ノ介を演じ、知名度を上げる。
2010年、同キャラクターソングアルバムを2か月連続でリリースし、『Medicine or...?』はオリコン週間ランキング初登場10位、『POISON』は初登場6位を記録。これは『テニスの王子様』キャラクターソングの9年の歴史でもっとも高い順位である。同年夏、「テニスの王子様 白石蔵ノ介 Special Live Tour 2010 毒と薬」ではZepp Tokyo・Zepp Osaka・Zepp Fukuokaにて3都市4公演を行い、延べ9000人を動員した。
同年放送、『刀語』の鑢七花役でテレビアニメ初主演を果たす。以降は様々な作品で主人公やレギュラーキャラを担当することが増えていった。
2014年、第8回声優アワード助演男優賞受賞。
2016年、第10回声優アワード助演男優賞受賞。
2017年4月、自身出演のラジオ『天才軍師』にて喉の治療のため休業を発表。それに伴い、『あんさんぶるスターズ!』の氷鷹北斗役は前野智昭、『イケメン戦国◆時をかける恋』の真田幸村役は小野賢章へキャスト変更された。同年8月6日放送分の『天才軍師』より仕事に復帰。
2021年4月より、個人のTwitterを開設した。
2023年、メアリー・チェイスの名作コメディ『ハーヴェイ』のエルウッド・P・ダウド役で舞台初主演。
2025年3月10日、自身のX（旧Twitter）にて一般女性との結婚を発表した。

## 人物・エピソード
下積み時代は、家の電気や水道が止められたことがあるほど極貧生活を送っていた。その時友人からお風呂を借りたり、スタジオに行くまでの交通費を借りたりと、すごく助けられたと語っている。
方言は広島弁。
出生時、右手は多指症のため指が6本あったが、幼少時に手術で切除している。左利き。
趣味は映画鑑賞、散歩。特技はギター、ガンシューティング。好きなアニメは『カウボーイビバップ』など。好きなキャラクターは同作品の主人公・スパイクを挙げている。座右の銘は「楽しくなければ人生じゃない。楽しくなければ仕事じゃない」。
仲のいい声優には、小野賢章、小野友樹、石川界人などがおり、小野については細谷がまだファッションを知らなかった時に買い物に付き合ってくれた「おしゃれの先生」といい、他にもさまざまな相談に乗ってもらって信頼しているという。石川については旧知の仲であり、互いに「マブダチ」であると語っており年齢は離れているがよく飲みに行く深い仲であるという。
松岡禎丞から「細谷さんのお話を聞くのがすごく好き」と言われており、細谷が松岡に「聞いてくださいよ松岡さん！」という風に話をするため、先生のように感じるという。また細谷が松岡と共演した際に、松岡の演技が終わったあと「ああーいい現場だ。ああーいいものを見させてもらった」と声に出していたというエピソードがある。
かつてアルバイトをしていたファミリーレストランの先輩の1人に、ロケット団の倉本剛がいる。

## 出演
太字はメインキャラクター。

### テレビアニメ
2005年
- ARIA The ANIMATION（人々）
- ギャラリーフェイク（シャトルクルー、若者）
- NARUTO -ナルト-（2005年 - 2006年、酒場の客、回想の暗部、兵士、飛脚忍者893･03、医療忍者、忍者、少年忍者、星の里の忍たち、風太〈幼少時代〉）

2006年
- あさっての方向。（水商売の男）
- おとぎ銃士 赤ずきん（王子）
- おねがいマイメロディ 〜くるくるシャッフル!〜（江草良介）
- 格闘美神 武龍（生徒B）
- CLUSTER EDGE（クラスター生徒）
- 交響詩篇エウレカセブン（キャスターB）
- NANA（車掌）
- Project BLUE 地球SOS（オペレーターC）
- 無敵看板娘（学生A）
- 落語天女おゆい（権助、千石和、男生徒 他）

2007年
- ef - a tale of memories.（部員B）
- おおきく振りかぶって（2007年 - 2010年、柊、一塁審判、松田佳之 他） - 2シリーズ
- Over Drive（観客）
- 風のスティグマ（若者）
- ご愁傷さま二ノ宮くん（生徒4）
- 神曲奏界ポリフォニカ（犯人B）
- 人造昆虫カブトボーグ V×V（タージ・マハド・モハメド・アル・サウード、アンジョルラス）
- 神霊狩/GHOST HOUND（男子生徒）
- 東京魔人學園剣風帖 龖（高校生A、タケオ、東大前、キノコ） - 2シリーズ
- もやしもん（覆面男C、学生E）

2008年
- GUNSLINGER GIRL -IL TEATRINO-（アマデオ）
- キャシャーン Sins（エル、ロボット）
- ゴルゴ13（SDR2搭乗員）
- スレイヤーズREVOLUTION（街人A）
- 破天荒遊戯（男）
- ペルソナ 〜トリニティ・ソウル〜
- モノクローム・ファクター（不良少年）
- 遊☆戯☆王5D's（ディック・ピット）

2009年
- ジュエルペット（ARATO）
- 戦国BASARA（三好三人衆 兄）
- テガミバチ（マッケイ・ジー）
- NARUTO -ナルト- 疾風伝（2009年  - 2016年、鬼霧、大筒木ハムラ）

2010年
- 会長はメイド様!（黒崎龍之介）
- 刀語（鑢七花）
- ひめチェン!おとぎちっくアイドル リルぷりっ（洋一）
- メタルファイト ベイブレード（2010年 - 2013年、ウェルズ、破山キラ） - 4シリーズ

2011年
- お兄ちゃんのことなんかぜんぜん好きじゃないんだからねっ!!（受B）
- ちはやふる（2011年 - 2020年、綿谷新、森捧） - 3シリーズ
- 夏目友人帳 シリーズ（2011年 - 2017年、柴田克巳） - 2シリーズ
- NO.6（ネズミ）
- ポケットモンスター ベストウイッシュ（ドン・ジョージの弟子、チャールズ）
- もしドラ（星出純）
- 遊☆戯☆王ZEXAL（2011年 - 2013年、IV） - 2シリーズ
- 47都道府犬（広島犬）
- レベルE（筒井雪隆）

2012年
- イクシオン サーガ DT（ペット）
- 妖狐×僕SS（反ノ塚連勝）
- 銀河へキックオフ!!（降矢凰壮）
- 黒子のバスケ（2012年 - 2015年、日向順平） - 3シリーズ、2016年に『ウインターカップ総集編』劇場上映
- 坂道のアポロン（川渕千太郎）
- 新テニスの王子様（2012年 - 2024年、白石蔵ノ介） - 3シリーズ
- マギ（2012年 - 2013年、マスルール） - 2シリーズ
- ROBOTICS;NOTES（日高昴〈ミスタープレアデス〉）

2013年
- 宇宙戦艦ヤマト2199（加藤三郎、モルド・ヴォック、きりしま操縦士、ラング艦航宙士、ガミラス艦内兵士） - 2014年に総集編『追憶の航海』劇場上映
- 革命機ヴァルヴレイヴ（イクスアイン）
- 義風堂々!! 兼続と慶次（渡辺慎之丞）
- 君のいる町（桐島青大）
- キングダム（2013年 - 2022年、王賁） - 3シリーズ
- ジュエルペット ハッピネス（2013年 - 2014年、真田幸介、文通少年、おばけナマズ、不良C、ウチュージン）
- 進撃の巨人（2013年 - 2023年、ライナー・ブラウン） - 8シリーズ
- ストライク・ザ・ブラッド（2013年 - 2014年、暁古城）
- ダイヤのA（2013年 - 2020年、結城哲也、ナレーション） - 3シリーズ
- ハイスクールD×D シリーズ（2013年 - 2015年、ミカエル） - 2シリーズ
- BROTHERS CONFLICT（朝日奈侑介）
- 魔界王子 devils and realist（ラシルド）

2014年
- アカメが斬る!（ウェイブ）
- アルドノア・ゼロ（ジョン・ヒュームレイ）
- 一週間フレンズ。（桐生将吾）
- 異能バトルは日常系のなかで（相模静夢）
- オオカミ少女と黒王子（日比谷健）
- 神々の悪戯（ロキ・レーヴァテイン）
- ガンダムビルドファイターズトライ（アドウ・サガ）
- 金色のコルダ Blue♪Sky（芹沢睦）
- テラフォーマーズ（2014年 - 2016年、膝丸燈） - 2シリーズ
- ハイキュー!!（2014年 - 2020年、東峰旭） - 5シリーズ / 2015年に総集編『終わりと始まり』『勝者と敗者』劇場上映
- 棺姫のチャイカ（アルベリック・ジレット） - 2シリーズ
- ブラック・ブレット（片桐玉樹）
- Free! シリーズ（2014年 - 2018年、山崎宗介） - 2シリーズ
- ベイビーステップ（2014年 - 2015年、池爽児） - 2シリーズ
- 鬼灯の冷徹（2014年 - 2018年、檎） - 3シリーズ
- 遊☆戯☆王ARC-V（2014年 - 2017年、赤馬零児）
- 龍ヶ嬢七々々の埋蔵金（辻深鉄之進）

2015年
- アルスラーン戦記（2015年 - 2016年、ダリューン） - 2シリーズ
- うしおととら（2015年 - 2016年、秋葉流） - 2シリーズ
- 終わりのセラフ 名古屋決戦編（鳴海真琴）
- 機動戦士ガンダム 鉄血のオルフェンズ（2015年 - 2017年、オルガ・イツカ） - 2シリーズ
- キュートランスフォーマー 帰ってきたコンボイの謎（オプティマスプライム） - 2シリーズ
- Charlotte（コータ）
- SHOW BY ROCK!!（2015年 - 2016年、ロム） - 3シリーズ
- 進撃!巨人中学校（ライナー・ブラウン）
- スタミュ（2015年 - 2019年、天花寺翔） - 3シリーズ
- 対魔導学園35試験小隊（草薙タケル）
- ダンジョンに出会いを求めるのは間違っているだろうか（2015年 - 2025年、ヴェルフ・クロッゾ） - 6シリーズ
- デス・パレード（ギンティ）
- 電波教師（七海征十郎）
- 枕男子（花嶺奏）
- ミカグラ学園組曲（九頭竜京摩）
- ミス・モノクローム -The Animation- 3（真暮朗）
- みんな集まれ!ファルコム学園SC（ガイウス・ウォーゼル）
- 落第騎士の英雄譚（倉敷蔵人）
- ローリング☆ガールズ（鈴鹿友亀）
- ワンパンマン（イアイアン）

2016年
- 亜人（海斗） - 2シリーズ
- ALL OUT!!（2016年 - 2017年、赤山濯也）
- SERVAMP-サーヴァンプ-（車守盾一郎）
- 斉木楠雄のΨ難（2016年 - 2018年、窪谷須亜蓮） - 2シリーズ + 完結編
- 3月のライオン（2016年 - 2018年、高橋勇介） - 2シリーズ
- 終末のイゼッタ（バスラー）
- ジョーカー・ゲーム（小田切 / 飛崎弘行）
- 田中くんはいつもけだるげ（太田）
- ダンガンロンパ3 -The End of 希望ヶ峰学園-（左右田和一） - 2シリーズ
- ツキウタ。 THE ANIMATION（2016年 - 2020年、卯月新） - 2シリーズ
- ナンバカ（ムサシ）
- 灰と幻想のグリムガル（ハルヒロ）
- はんだくん（筒井あかね）
- ハンドレッド（ジュダル・ハーヴェイ）
- ブブキ・ブランキ（エピゾ・エヴァンス） - 2シリーズ
- 文豪ストレイドッグス（2016年 - 2023年、国木田独歩、蒼き王） - 5シリーズ
- ヘヴィーオブジェクト（スラッダー＝ハニーサックル）
- 僕のヒーローアカデミア（2016年 - 2024年、常闇踏陰） - 7シリーズ
- モブサイコ100（2016年 - 2022年、鬼瓦天牙、桜威） - 3シリーズ
- ユーリ!!! on ICE（オタベック・アルティン）
- WWW.WORKING!!（斉木恒輝）

2017年
- 超・少年探偵団NEO（7代目明智小五郎、ニセ明智）
- 鬼平（小房の粂八）
- 喧嘩番長 乙女 -Girl Beats Boys-（吉良麟太郎）

2018年
- 伊藤潤二『コレクション』（公一、織田、青山、夫、牧田秀一 他）
- 働くお兄さん!（スコ山先輩、タヌキ、サメ・シャチ）
- 覇穹 封神演義（黄飛虎）
- 新幹線変形ロボ シンカリオン（2018年 - 2019年、ビャッコ）
- 学園ベビーシッターズ（犬井博幸）
- メガロボクス（2018年 - 2021年、ジョー / ジャンクドッグ / ノマド） - 2シリーズ
- されど罪人は竜と踊る（ギギナ・ジャーディ・ドルク・メレイオス・アシュレイ・ブフ）
- デビルズライン（沢崎孝）
- Caligula -カリギュラ-（巴鼓太郎）
- ゴールデンカムイ（2018年 - 2023年、谷垣源次郎） - 4シリーズ
- BANANA FISH（フレデリック・オーサー）
- わしも WASIMO（屋台のおにいさん）
- ブラッククローバー（2018年 - 2020年、キアト〈カジキの魔導師〉）
- 夢王国と眠れる100人の王子様（グレイシア）
- ゆらぎ荘の幽奈さん（龍雅玄士郎）
- 寄宿学校のジュリエット（土佐健斗）
- 火ノ丸相撲（2018年 - 2019年、日景典馬）

2019年
- 賭ケグルイ××（尾喰茨）
- ブギーポップは笑わない（飛鳥井仁）
- 転生したらスライムだった件（2019年 - 2024年、ヨウム） - 4シリーズ
- スター☆トゥインクルプリキュア（2019年 - 2020年、カッパード）
- 明治東亰恋伽（岩崎桃介）
- この音とまれ!（高岡哲生） - 2シリーズ
- さらざんまい（阿久津真武）
- Fairy gone フェアリーゴーン（ウルフラン・ロウ） - 2シリーズ
- イナズマイレブン オリオンの刻印（ベルナルド・ギリカナン）
- 彼方のアストラ（カナタ・ホシジマ）
- 名探偵コナン（2019年 - 2024年、内藤辰樹、月島一貴）
- 鬼滅の刃（2019年 - 2024年、善逸の兄弟子、寺の子どもたち） - 2シリーズ
- BEM（ギャヴィン）
- アサシンズプライド（セルジュ＝シクザール）

2020年
- ID:INVADED イド:インヴェイデッド（百貴船太郎）
- はてな☆イリュージョン（星里衛）
- ドロヘドロ（心）
- SHOW BY ROCK!! ましゅまいれっしゅ!!（2020年 - 2021年、ロム） - 2シリーズ
- BNA ビー・エヌ・エー（大神士郎）
- 半妖の夜叉姫（2020年 - 2022年、麒麟丸、希林理） - 2シリーズ
- ぐらぶるっ!（ベリアル）
- 妖怪学園Y 〜Nとの遭遇〜（オゼロ）

2021年
- オルタンシア・サーガ（アルフレッド・オーベル）
- 文豪ストレイドッグス わん!（国木田独歩）
- 約束のネバーランド（謎の男 / ピーター・ラートリー）
- ましろのおと（澤村若菜）
- ドラゴン、家を買う。（オロバス・スティーブ）
- 転生したらスライムだった件 転スラ日記（ヨウム）
- フルーツバスケット（本田勝也）
- 100万の命の上に俺は立っている（サンザマー）
- 吸血鬼すぐ死ぬ（2021年 - 2023年、サテツ） - 2シリーズ
- サクガン（メローロ）

2022年
- 組長娘と世話係（霧島透）
- クレヨンしんちゃん（2022年 - 、野原せまし）

2023年
- 大雪海のカイナ（カイナ）
- TRIGUN STAMPEDE（ニコラス・D・ウルフウッド / ニコラス・ザ・パニッシャー）
- 火狩りの王（2023年 - 2024年、炉六） - 2シリーズ
- デッドマウント・デスプレイ（氷黒久遠）

2024年
- 勇気爆発バーンブレイバーン（リュウジ・サタケ）
- 僕の心のヤバイやつ（山田の父）
- 外科医エリーゼ（グレアム・ド・ファロン）
- キャプテン翼シーズン2 ジュニアユース編（ミューラー）
- ATRI -My Dear Moments-（野島竜司）

2025年
- 真・侍伝 YAIBA（鬼丸猛）
- 未ル わたしのみらい（ミル、MIRU）
- 中禅寺先生物怪講義録 先生が謎を解いてしまうから。（緒形乾弌）
- ブスに花束を。（五反田鉄男）
- アークナイツ【焔燼曙明/RISE FROM EMBER】（ヘドリー）
- 渡くんの××が崩壊寸前（藤岡総一郎）

### 劇場アニメ
2011年
- 劇場版 テニスの王子様 英国式庭球城決戦!（白石蔵ノ介）

2012年
- ももへの手紙（電話屋）

2013年
- ハル（ハル）

2014年
- 劇場版 進撃の巨人（2014年 - 2018年、ライナー・ブラウン） - 3作品
- 宇宙戦艦ヤマト2199 星巡る方舟（加藤三郎）

2015年
- 劇場版 明治東亰恋伽 〜弦月の小夜曲〜（岩崎桃介）
- 心が叫びたがってるんだ。（田崎大樹）
- 屍者の帝国（ジョン・H・ワトソン）
- 劇場3部作 亜人（海斗）
- Free!シリーズ（2015年 - 2021年、山崎宗介） - 6作品

2016年
- この世界の片隅に（2016年 - 2019年、北條周作） - 2作品
- 好きになるその瞬間を。〜告白実行委員会〜（柴崎健）

2017年
- 劇場版 黒子のバスケ LAST GAME（日向順平）

2018年
- さよならの朝に約束の花をかざろう（ラング）
- 文豪ストレイドッグス DEAD APPLE（国木田独歩）
- 僕のヒーローアカデミア THE MOVIEシリーズ（2018年 - 2021年、常闇踏陰） - 3作品
- モンスターストライク THE MOVIE ソラノカナタ（トウヤ）

2019年
- 劇場版 ダンジョンに出会いを求めるのは間違っているだろうか -オリオンの矢-（ヴェルフ・クロッゾ）
- 歎異抄をひらく（壮賢）
- 劇場版 新幹線変形ロボ シンカリオン 未来からきた神速のALFA-X（ビャッコ）

2020年
- デジモンアドベンチャー LAST EVOLUTION 絆（石田ヤマト）
- マウスマンシリーズ（2020年 - 2022年、マウスマン） - 2作品

2021年
- リョーマ！ The Prince of Tennis 新生劇場版テニスの王子様（白石蔵ノ介）

2022年
- ぼくらのよあけ（沢渡遼）

2023年
- 大雪海のカイナ ほしのけんじゃ（カイナ）
- 駒田蒸留所へようこそ（安元広志）

2024年
- 劇場版ハイキュー!! ゴミ捨て場の決戦（東峰旭）
- クラメルカガリ（栄和島）
- RABBITS KINGDOM THE MOVIE（卯月新）
- 風都探偵 仮面ライダースカルの肖像（左翔太郎）

2025年
- 劇場版 鬼滅の刃 無限城編 第一章 猗窩座再来（獪岳）
- 機動戦士ガンダム 鉄血のオルフェンズ 10周年記念新作短編「幕間の楔」（オルガ・イツカ）

### OVA
2005年
- 星界の戦旗III（乗員）

2006年
- テニスの王子様 Original Video Animation（2006年 - 2011年、白石蔵ノ介） - 5シリーズ

2009年
- 電波的な彼女（柔沢ジュウ）

2012年
- 君のいる町（2012年 - 2014年、桐島青大） - コミックス第17・18・26・27巻DVD付き限定版
- 黒子のバスケ（2012年 - 2013年、日向順平） - 『DVD FAN DISC 〜終わらない夏〜』、コミックス第25巻アニメDVD付予約限定版
- サクラ大戦奏組（ヒューゴ・ジュリアード） - コミックス第1巻アニメDVD付き初回限定版
- 堀さんと宮村くん（石川透）

2013年
- 新テニスの王子様 DVD FAN DISC 〜be a rival and friend〜（白石蔵ノ介）
- ちはやふる（綿谷新） - コミックス第22巻DVD付き限定版

2014年
- 今際の国のアリス（2014年 - 2015年、有栖良平） - コミックス第12・13・14巻DVD付き限定版
- 進撃の巨人（ライナー・ブラウン） - 原作第13巻、第14巻限定版
- 新テニスの王子様 OVA vs Genius10 Vol.1（白石蔵ノ介）
- ダイヤのA（結城哲也） - コミックス第44巻DVD付き限定版
- ファンタジスタ ステラ（オズマ） - コミックス第8巻、第9巻DVD付き限定版
- BROTHERS CONFLICT 第1巻「聖夜」（朝日奈侑介）

2015年
- オオカミ少女と黒王子（日比谷健） - コミックス第12巻OAD同梱版
- サイボーグ009VSデビルマン（0014 / エドワード）
- ストライク・ザ・ブラッド（2015年 - 2022年、暁古城） - 5シリーズ + スペシャルOVA
- デジモンアドベンチャー tri.（2015年 - 2018年、石田ヤマト）
- ハイキュー!!（東峰旭） - コミックス第15巻、第27巻アニメDVD付き予約限定版
- 棺姫のチャイカ AVENGING BATTLE（アルベリック・ジレット）
- 鬼灯の冷徹（2015年 - 2020年、檎） - コミックス第17・30巻DVD付き限定版

2016年
- アルスラーン戦記（ダリューン） - コミックス第5巻、第6巻アニメDVD付き限定版
- スタミュ（2016年 - 2018年、天花寺翔） - 2シリーズ
- ダンジョンに出会いを求めるのは間違っているだろうか（2016年 - 2021年、ヴェルフ・クロッゾ） - 3シリーズ

2017年
- 宇宙戦艦ヤマト2202 愛の戦士たち（加藤三郎） - ODS作品
- 文豪ストレイドッグス（国木田独歩） - コミックス第13巻オリジナルアニメBD付き限定版
- 僕のヒーローアカデミア（常闇踏陰） - コミックス第13巻、第14巻アニメDVD同梱版

2018年
- テラフォーマーズ（膝丸燈） - コミックス第21巻アニメDVD同梱版

2020年
- ゴールデンカムイ（谷垣源次郎） - コミックス第23巻アニメDVD同梱版
- 忘却バッテリー（清峰葉流火） - ジャンプスペシャルアニメフェスタ2020上映作品

2022年
- フルーツバスケット -prelude-（本田勝也）

2023年
- スタンドマイヒーローズ WARMTH OF MEMORIES（早乙女郁人）

### Webアニメ
2010年代
- TRIP TREK（2010年、タカシ、ヒミツバチ 他）
- TOYOTA ITS Ha:moコンセプト映像 『約束への道』（2012年、ススム）
- グレンダイザー ギガ アニメーションPV（2015年、リューク・フリード）
- ホイッスル!（ボイスリメイク版）（2016年、郭英士）
- ファイトリーグ ギア・ガジェット・ジェネレーターズ（2019年、ボルト〈若い頃〉）
- 斉木楠雄のΨ難 Ψ始動編（2019年、窪谷須亜蓮）

2020年代
- 虫籠のカガステル（2020年、キドウ）
- 極主夫道（2021年 - 2023年、虎二郎） - 2シリーズ
- 崩壊3rd ショートアニメ「Reburn: II」（2021年、ヴェルト）
- テルマエ・ロマエ ノヴァエ（2022年、ケイオニウス）
- スプリガン（2022年、暁巌）
- 風都探偵（2022年、左翔太郎）
- パニシング:グレイレイヴン ショートアニメ ぱにぐれ劇場（2022年、ナレーション、ワタナベ）
- 伊藤潤二『マニアック』（2023年、公一）
- 崩壊:スターレイル ショートアニメ（2023年、ヴェルト）
- MONSTERS 一百三情飛龍侍極（2024年、リューマ）
- 餓狼伝: The Way of the Lone Wolf（2024年、長門カルロス如是）
- デジモンアドベンチャー 25周年記念PV「デジモンアドベンチャー-BEYOND-」（2025年、石田ヤマト）

### ゲーム
2004年
- 鬼武者3
- 3年B組金八先生 伝説の教壇に立て!
- センチメンタルプレリュード（徳光）

2005年
- アストロ球団 決戦!! ビクトリー球団編（伊集院球三郎）
- 戦国BASARA（兵士、武将、その他）

2006年
- いぬかみっ! feat.Animation（蕎麦屋の店員）
- NARUTO -ナルト- 木ノ葉スピリッツ!!

2007年
- 神曲奏界ポリフォニカ THE BLACK -EPSODE 1 & 2 BOX EDITION-（カワツ）
- テニスの王子様 Driving Smash!（白石蔵ノ介）
- ひぐらしのなく頃に祭（雲雀他）
- プリンセスメーカー5（秋月真也）

2008年
- あさき、ゆめみし（壱人）
- ウェブカレ（綾川竜士）
- エーデルブルーメ（オーギュスト・ミュラー）
- CHAOS;HEAD（その他）
- 剣と魔法と学園モノ。（ヒューマン・男）
- 侍道3（藤森兵、野武士、村人、町人）
- シグマ ハーモニクス オリジナルドラマ（ナガイトシキ）
- バトルオブサンライズ（シン・ミナカタ）
- 花宵ロマネスク（桐原まさひろ）

2009年
- アルカナハート3（カズ）
- ウィザードリィ 囚われし魂の迷宮（バーン）
- 風色サーフ（ティム）
- 蒼天の彼方（呂雄）
- 罪と罰 宇宙の後継者（イサ・ジョ / イサ・アマミヤ）
- ファイナルファンタジーXIII（コクーン市民）

2010年
- 金色のコルダ3（芹沢睦）
- 剣と魔法と学園モノ。3（セレスティア・男、エデン）
- 戦国BASARA3（兵士）
- テニスの王子様 もっと学園祭の王子様 - More Sweet Edition -（白石蔵ノ介）
- BLUE ROSES 〜妖精と青い瞳の戦士たち〜（マリウス）
- メタルファイト ベイブレード（ウェルズ） - 2作品

2011年
- ガチトラ! 〜暴れん坊教師 in High School〜（夏目総司）
- 侍道4（小暮迅雷）
- スト☆マニ 〜Strobe☆Mania〜（神楽尽）
- 戦国BASARA3 宴（三好三人衆 兄）
- テニスの王子様 ぎゅっと! ドキドキサバイバル 海と山のLove Passion（白石蔵ノ介）
- トレジャーリポート 機械じかけの遺産（ローガン）
- マスケティア（アトス）

2012年
- オレ様キングダム イケメン彼氏をゲットしよ! もえキュン スクールデイズ（一色杏弥）
- Custom Drive（黛流風）
- 極限脱出ADV 善人シボウデス（ディオ）
- 黒子のバスケ（2012年 - 2015年、日向順平） - 3作品
- コープスパーティー -THE ANTHOLOGY- サチコの恋愛遊戯♥Hysteric Birthday 2U（小潮賢太郎）
- 白華の檻 〜緋色の欠片4〜（悪路王）
- スーパーダンガンロンパ2 さよなら絶望学園（左右田和一 ）
- ストリートファイター X 鉄拳（スティーブ・フォックス）
- タイムトラベラーズ（深瀬有理）
- テイルズ オブ エクシリア2（クラック）
- 特殊報道部（鷲見衛）
- ヒーローズファンタジア（渡英司）
- ひとふた奇譚（芥離七央）
- ファイアーエムブレム 覚醒（マイユニット、マーク〈男〉）
- BROTHERS CONFLICT PASSION PINK（朝日奈侑介）
- BLACK WOLVES SAGA -Bloody Nightmare-（ユリアン）
- BLACK WOLVES SAGA -Last Hope-（ユリアン）
- 無双OROCHI 2（安倍晴明） - 2作品
- リズム怪盗R 皇帝ナポレオンの遺産（ラルフ）
- ROBOTICS;NOTES（日高昴）
- 倭人異聞録 〜あさき、ゆめみし〜（瑠狼）

2013年
- AMNESIA CROWD（ルカ）
- 英雄伝説 閃の軌跡（ガイウス・ウォーゼル）
- エクステトラ（セリオス）
- XBLAZE CODE:EMBRYO（瓶割晃）
- O*G*A 鬼ごっこロワイアル ハンターは孤島で恋をする（都雲陽刀、都雲夜刀）
- 神々の悪戯（ロキ・レーヴァテイン）
- 金色のコルダ3 フルボイス Special（芹沢睦）
- グラナド・エスパダ（傭兵クラウドボネ）
- 月英学園 -kou-（遠山浩）
- ダンガンロンパ1・2 Reload（左右田和一）
- 白華の檻 〜緋色の欠片4〜 四季の詩（アテルイ）
- ダンボール戦機ウォーズ（鴻森シスイ）
- BROTHERS CONFLICT Brilliant Blue（朝日奈侑介）
- Princess Arthur（モードレッド）
- 魔界王子 devils and realist 代理王の秘宝（ラシルド）
- マギ はじまりの迷宮（マスルール）※大型アップデートで登場。
- 無双OROCHI 2 Ultimate（安倍晴明）
- メタルギア ライジング リベンジェンス（ブレードウルフ / LQ-84i）
- 遊☆戯☆王ZEXAL 激突! デュエルカーニバル!（IV）
- ロミオVSジュリエット（ティボルト＝キャピュレット）

2014年
- AMNESIA LATER×CROWD V Edition（ルカ）
- AMNESIA World（ルカ）
- 英雄伝説 閃の軌跡 II（ガイウス・ウォーゼル）
- Enkeltbillet（アレクサンダー・ニールセン）
- 境界の黒翼 アサルトレイヴン（ローガン・ジャクソン）
- 金色のコルダ3 AnotherSky feat.神南（芹沢睦）
- サウザンドメモリーズ（クロト、ラッセル）
- 神撃のバハムート（ベイル）
- 大乱闘スマッシュブラザーズシリーズ（2014年 - 2018年、ルフレ〈男性〉） - 3作品
- 月と砂の恋詩（アトラージ）
- 電撃文庫 FIGHTING CLIMAX（暁古城）
- ハイキュー!!（2014年 - 2016年、東峰旭） - 2作品
- ファンタジーアース ゼロ（ボイス 穏やかな青年〈ガイウス・ウォーゼル〉）
- ブキガミ オタカラダッシュ!（コクウ）
- マギ 新たなる世界（マスルール）
- マギ Dungeon & Magic（マスルール）
- ロミオ&ジュリエット（ティボルト＝キャピュレット）

2015年
- I DOLL U（諸星セイヤ）
- アルスラーン戦記×無双（ダリューン）
- あんさんぶるスターズ!（氷鷹北斗〈初代〉）
- イケメン戦国◆時をかける恋（真田幸村〈初代〉）
- インフィニット・ドライブ（アレス）
- ヴァリアントナイツ（ゼクス）
- 【18】キミト ツナガル パズル（主人公）
- オルタンシア・サーガ -蒼の騎士団-（主人公、ダリューン、アルベリク）
- 終わりのセラフ 運命の始まり（鳴海真琴）
- クイズRPG 魔法使いと黒猫のウィズ（エターナル・ロア）
- 幻影異聞録♯FE（剣弥代）
- 黒蝶のサイケデリカ（山都）
- 終天のトロイメライ（エドワード）
- 白猫プロジェクト（エクス）
- 新テニスの王子様 〜Go to the top〜（白石蔵ノ介）
- 誓いのキスと7つの誘惑（花京院旭）
- ツキノパーク（卯月新）
- テラフォーマーズ 紅き惑星の激闘（膝丸燈）
- ドラゴンクエストVIII 空と海と大地と呪われし姫君（ククール）
- ドラゴンズドグマ オンライン（ファビオ）
- 百華夜光（雪成）
- ファイアーエムブレムif（シグレ、amiiboルフレ）
- ポップアップストーリー 魔法の本と聖樹の学園（アルヴィン・グランフォード）
- みんなのデナレンジャー 〜立ち上がれ日本編〜（魁心激）
- 夢王国と眠れる100人の王子様（グレイシア、レジェ、国木田独歩）
- LINE 悪魔と恋する10日間（天野晴人）
- 琉球異聞 朱桜の繋（賢了）
- ロミオVSジュリエット 全巻パック（ティボルト＝キャピュレット）

2016年
- アカシックリコード（リンツ・ロミオ、アキレス）
- 一血卍傑-ONLINE-（ジライヤ、ジョー）
- ヴァルキリーアナトミア -ジ・オリジン-（ランヴァルド）
- 逢魔が刻 〜かくりよの縁〜（颯）
- 神々の悪戯 InFinite（ロキ・レーヴァテイン）
- Caligula -カリギュラ-（巴鼓太郎）
- 金色のコルダ4（芹沢睦）
- グランブルーファンタジー（2016年 - 2023年、ボーマン、ベリアル / 織部明彦） - 3作品
- 喧嘩番長 乙女（吉良麟太郎）
- PsychicEmotion6（水瀬碧）
- 進撃の巨人（2016年 - 2018年、ライナー・ブラウン） - 2作品
- 戦国BASARA 真田幸村伝（真田信之）
- 戦魂 -SENTAMA-（山崎新平）
- チェインクロニクル 〜絆の新大陸〜（ヴェルフ・クロッゾ）
- 天穹のアルクルス（ノワール・ルーヴ）
- ドラゴンクエストヒーローズII 双子の王と予言の終わり（ククール）
- ファンタシースターオンライン2（エンガ〈八坂炎雅〉）
- BROTHERS CONFLICT PRECIOUS BABY（朝日奈侑介）
- 僕のヒーローアカデミア バトル・フォー・オール（常闇踏陰）
- 枕男子 〜甘い夢のつづき〜（花嶺奏）
- 明治東亰恋伽 Full Moon（岩崎桃介）
- モブサイコ100 サイキックパズル（鬼瓦天牙、桜威）
- 夢色キャスト（ヒューゴ）※サクラ大戦奏組とのコラボイベント
- 嫁コレ（ロム）
- LOVE☆スクランブル（天野晴人）
- リア充はじめました（仮）（向坂楓）
- 龍が如く6 命の詩。（田頭直人）

2017年
- 軍勢RPG 蒼の三国志（張遼）
- BLACK WOLVES SAGA -Weiβ und Schwarz-（ユリアン）
- ファイアーエムブレム ヒーローズ（2017年 - 2025年、ルフレ、シグレ、マーク、ギムレー）
- 陰陽師（青坊主）
- スーパーロボット大戦V（加藤三郎）
- 12オーディンズ（ダリューン）
- ダンまち -クロス・イストリア-（ヴェルフ・クロッゾ）
- アナザーエデン 時空を超える猫（ガリユ）
- フレイム×ブレイズ（バザ）
- ZERO ESCAPE 9時間9人9の扉 善人シボウデス（ディオ）
- 茜さすセカイでキミと詠う（桂小五郎）
- 黒騎士と白の魔王（黒騎士［グラムス］）
- ツキノパラダイス。（卯月新）
- アルスラーン戦記 戦士の資格（ダリューン）
- 進撃の巨人 死地からの脱出（ライナー・ブラウン）
- ツキトモ。-TSUKIUTA.12 memories-（卯月新）
- キャプテン翼 〜たたかえドリームチーム〜（オワイラン）
- ダンジョンに出会いを求めるのは間違っているだろうか 〜メモリア・フレーゼ〜（ヴェルフ・クロッゾ、クロッゾ、暁古城）
- 喧嘩番長 乙女 〜完全無欠のマイハニー〜（吉良麟太郎）
- スタンドマイヒーローズ（早乙女郁人）
- ミトラスフィア（ゼノン・アイランドコースト、なりきりボイス）
- 進撃の巨人 チェインパズルフィーバー（ライナー・ブラウン）
- セブンズストーリー（クラン、アルニアス、アレンタラン）
- 英雄伝説 閃の軌跡 III（ガイウス・ウォーゼル）
- ファイアーエムブレム無双（ルフレ）
- いただきストリート ドラゴンクエスト&ファイナルファンタジー 30th ANNIVERSARY（ククール）
- グラフィティスマッシュ（アーベル）
- ドラゴンクエスト ライバルズ（ククール）
- SIX SICKS（佐久間竜也）
- 新テニスの王子様 RisingBeat（白石蔵ノ介）
- 文豪ストレイドッグス 迷ヰ犬怪奇譚（国木田独歩）
- ガンダムバーサス（オルガ・イツカ）
- Shadowverse（アーサー、ベイル、侮蔑の信者、ドラーク）

2018年
- D×2 真・女神転生 リベレーション（蔡正雲 / カンガルーボクサー）
- キングダム 乱 -天下統一への道-（王賁）
- 暁のエピカ -Union Brave-（ロヴァン＝ザーワット）
- 斉木楠雄のΨ難 妄想暴走 Ψキックバトル（窪谷須亜蓮）
- とんでもスキルで異世界放浪メシ（ムコーダ〈向田剛志〉）
- レイヤードストーリーズ ゼロ（三船龍燈）
- Caligula Overdose -カリギュラ オーバードーズ-（巴鼓太郎）
- ORDINAL STRATA -オーディナル ストラータ-（ロッソ）
- 幻獣契約クリプトラクト（オーディン）
- LibraryCross∞ -ライブラリークロスインフィニット-（山都）
- 共闘ことばRPG コトダマン（2018年 - 2023年、ヨウサイ、キン勉フェゴール、ハープロメテウス、ビャッコ、ヴェルフ・クロッゾ、ライナー・ブラウン、東峰旭、バサラ、谷垣源次郎、国木田独歩、常闇踏陰）
- 電撃文庫：CROSSING VOID（暁古城） - 海外向けアプリゲーム
- ブラッククローバー グリモワールバトル（キアト）
- 誰ガ為のアルケミスト（ライナー・ブラウン）
- 僕のヒーローアカデミア One's Justice（常闇踏陰）
- ブラウンダスト（アレック）
- 英雄伝説 閃の軌跡IV -THE END OF SAGA-（ガイウス・ウォーゼル）
- 無双OROCHI 3（安倍晴明）
- モンスターストライク（2018年 - 2024年、トウヤ、バサラ、ライナー・ブラウン、王賁、オルガ・イツカ）
- あやかし恋廻り（桜時）
- プレカトゥスの天秤（アルベルト・カニング）
- ファイナルファンタジー ブレイブエクスヴィアス（ジェイク）
- SHOW BY ROCK!!（ロム）
- 夢間集（ミョウシュ）
- ファイブキングダム―偽りの王国―（ドゥーベ）
- 明治東亰恋伽 〜ハヰカラデヱト〜（岩崎桃介）

2019年
- 非人類学園 Extraordinary Ones（06号〈ゼロシックス〉）
- 覇穹 封神演義 〜センカイクロニクル〜（黄飛虎）
- ROBOTICS;NOTES DaSH（日高昴）
- 金色のコルダ オクターヴ（芹沢睦）
- スターオーシャン:アナムネシス（アンリ・アンル・アンリ）
- 戯画三国志（劉備）
- 喧嘩番長 乙女 2nd Rumble!!（吉良麟太郎）
- 英雄伝説 暁の軌跡（ガイウス・ウォーゼル）
- 崩壊3rd（ヴェルト・楊）
- ラストクラウディア（ブラッド・ローズ）
- ファンタジーライフ オンライン（ジーク）
- 鬼灯の冷徹〜地獄のパズルも君次第（檎）
- 戦国BASARA バトルパーティー（真田信之）
- 白猫テニス（白石蔵ノ介）
- ドラガリアロスト（アスラム）
- XROSS CHRONICLE（覇王）
- 時の歌-終焉なきソナタ-（舜）
- 〈物語〉シリーズ ぷくぷく（鑢七花）
- 錬神のアストラル（須佐竜一郎）
- クリスタル オブ リユニオン（ヘクトール）
- SDガンダム GGENERATION（2019年 - 2025年、オルガ・イツカ） - 2作品
- ダンジョンに出会いを求めるのは間違っているだろうか インフィニト・コンバーテ（ヴェルフ・クロッゾ）
- BUSTAFELLOWS（シュウ）

2020年
- 幻影異聞録♯FE Encore（剣弥代）
- 三国烈覇（ヴェルフ）
- SHOW BY ROCK!! Fes A Live（ロム）
- 僕のヒーローアカデミア One's Justice 2（常闇踏陰）
- スーパーロボット大戦DD（2020年 - 2023年、イクスアイン、オルガ・イツカ）
- ATRI -My Dear Moments-（野島竜司）
- インディヴィジブル 闇を祓う魂たち（ダール）
- エースアーチャー（ヤマタノオロチ）
- 英雄伝説 創の軌跡（ガイウス・ウォーゼル）
- 聖闘士星矢 ライジングコスモ（暗黒ペガサス）
- KAMEN RIDER memory of heroez（仮面ライダーW〈左翔太郎〉 / 仮面ライダージョーカー）
- 真・女神転生III NOCTURNE HD REMASTER（フトミミ、殺し屋の魂）
- 嵐を呼ぶ女たち-宮廷乱舞-（傅恒）
- 百鬼異聞録〜妖怪カードバトル〜（青坊主）
- スタースマッシュ
- パニシング:グレイレイヴン（ワタナベ）
- ファンタジア・リビルド（草薙タケル）

2021年
- 幕末維新 天翔ける恋（徳川慶喜）
- キングスレイド（ルシキエル）
- オルタンシア・サーガR（主人公）
- 金色のコルダ スターライトオーケストラ（篠森和真）
- 機動戦士ガンダム エクストリームバーサス2（2021年 -  2025年、オルガ・イツカ） - 3作品
- シャイニングニキ（宙）
- 遊戯王 デュエルリンクス（IV、赤馬零児）
- キングダム DASH!!（王賁）
- 世界革命RPG ロードオブヒーローズ（アスラン）
- 時計仕掛けのアポカリプス（リアン・イェブラム）
- モンスターハンター ライダーズ（イサイ）
- 僕のヒーローアカデミア ULTRA IMPACT（常闇踏陰）
- ファイナルファンタジーVII リメイク インターグレード（ソノン・クサカベ）
- VRカレシ（穂波アキト）
- 終末のアーカーシャ（イシャナ）
- 逆転オセロニア（2021年 - 2022年、麒麟丸、村正）
- 終遠のヴィルシュ -ErroR:salvation-（シアン・ブロフィワーズ）
- 鬼滅の刃 ヒノカミ血風譚（善逸の兄弟子）
- ソウル7：闘羅大陸（沐白）
- パズル&ドラゴンズ（白石蔵ノ介）
- モンスターハンターライズ（追加ボイス〈みんなのアニキ〉）
- 妖怪ウォッチ ぷにぷに（鎧の巨人 ライナー）
- セブンナイツ2（スコット）
- パニリヤ・ザ・リバイバル（オリバー、アーサー・タイン）
- 刀剣乱舞 ONLINE（2021年 - 2024年、福島光忠）
- スーパーロボット大戦30（2021年 - 2022年、オルガ・イツカ、神隼人） - DLC追加キャラクター
- ハヴァナクシア（イレイス）

2022年
- 乙女ゲームの破滅フラグしかない悪役令嬢に転生してしまった… 〜波乱を呼ぶ海賊〜（ライル・ヴェルダー）
- シン・クロニクル（カーヴァル）
- ぷよぷよ!!クエスト（白石蔵ノ介）
- SDガンダム バトルアライアンス（オルガ・イツカ）
- 食物語（雉羹）
- Echocalypse -緋紅の神約-（主人公〈男〉）
- 機動戦士ガンダム 鉄血のオルフェンズG（オルガ・イツカ）
- きらめきパラダイス（スミ）

2023年
- グランサガ（イグノックス）
- ファイアーエムブレム エンゲージ（ルフレ）
- 崩壊:スターレイル（ヴェルト）
- 機動戦士ガンダム アーセナルベース（オルガ・イツカ）
- BUSTAFELLOWS season2（シュウ）
- ブラッククローバーモバイル（キアト）
- ダンジョンに出会いを求めるのは間違っているだろうか バトル・クロニクル（ヴェルフ・クロッゾ）
- 終遠のヴィルシュ -EpiC:lycoris-（シアン・ブロフィワーズ）
- 黒子のバスケ Street Rivals（日向順平）

2024年
- 龍が如く8（田頭直人）
- クレヨンしんちゃん 「炭の町のシロ」（せまし）
- ファイナルファンタジーVII リバース（ソノン・クサカベ）
- ポケモンマスターズEX（ウォロ）
- アークナイツ（ヘドリー）
- 廻らぬ星のステラリウム（クラン）
- ラングリッサー モバイル（グエン）
- メタファー:リファンタジオ（バジリオ）
- Wizardry Variants Daphne（ヴェルナン）

2025年
- ダンジョンに出会いを求めるのは間違っているだろうか 水と光のフルランド（ヴェルフ・クロッゾ）
- IZON.（虚人）
- エンバーストーリア（ライガ）

2026年
- 鬼武者 Way of the Sword（宮本武蔵）

時期未定
- オランピアソワレ Catharsis（ナタナエル）
- ゲートオブリベリオン（ニアール・ガルフ）
- デュエットナイトアビス（ユーミン）
- 白夜極光

### ドラマCD
- Re:バカは世界を救えるか? ドラマCD（佐藤光一）
- AMNESIA シリーズ（ルカ）
  - AMNESIA CROWD ドラマCD 〜執事とお嬢様〜[561]
  - AMNESIA World キャラクターCD シン&トーマ[562]
  - AMNESIA World キャラクターCD イッキ&ケント
  - AMNESIA World キャラクターCD ウキョウ&オリオン
  - AMNESIA World キャラクターCD ルカ&ノヴァ
- あんさんぶるスターズ!（氷鷹北斗[563]）※コミックス第1巻ドラマCD付き特装版
- イケメン戦国◆時をかける恋（真田幸村[564]）キャラクターソング&ドラマCD 第3弾
- 一週間フレンズ。（桐生将吾） ドラマCD 一週間フレンズ。
- イルカの星 オリジナル・ドラマCD（ナレーション）
- 嘘つきペンタグラム（檪原創輝[565]）
- 王の獣（江凱）※Cheese!2021年12月号、2023年9月号付録ドラマCD
- オオカミ少女と黒王子（日比谷健）※コミックス第6巻[566]、第10巻ドラマCD付き限定版
- ALL OUT!!（赤山濯也）
  - 同時発売 コミックス第1巻・第8巻ドラマCD付き特装版 ※ドラマCDは第1巻・第8巻共に同じ内容を収録
  - ドラマCD 俺たちの夢を乗せて
- 会長はメイド様!（黒崎龍之介）
  - ご主人様 アニメ化ですよ! ドラマCD ※『LaLa』2010年5月号付録
  - 会長はメイド様! マリアージュ ドラマCD付き特装版
- 革命機ヴァルヴレイヴ（イクスアイン）第0話 革命の夜明け ※BD&DVD第1巻特典ドラマCD
- 神々の悪戯 ドラマCD（ロキ・レーヴァテイン）
- 鬼の風水（鬼2）
- 「機動戦士ガンダム 鉄血のオルフェンズ」EPISODE DRAMA（オルガ・イツカ[567]）
- 君のいる町（桐島青大） ドラマCD 「プレ・シーズン・ストーリー〜決意〜」[568]
- 金色のコルダ シリーズ
  - 金色のコルダ3 SS（スクールシリーズ） III 〜神南〜（芹沢睦）
  - 金色のコルダ スターライトオーケストラ⑤ Step Up 〜今帰仁高校〜（篠森和真[569]）
- 組長娘と世話係（霧島透[570]）※コミックス第3巻ドラマCD付き限定版
- 黒子のバスケ（日向順平）
  - コミックス第16巻同梱版スペシャルドラマCD 「お好み焼き、食べないか?」
  - DRAMA THEATER 1st GAMES 「たまにはいいと思いますよ」
  - コミックス第23巻同梱版スペシャルドラマCD 「お片付けといきますか!」
  - DRAMA THEATER 3rd GAMES 「すれ違っているかもしれません」
  - コミックス第30巻同梱版スペシャルドラマCD 「僕たちのバイトの話です」
- ケダモノ彼氏（黒田[571]）※『マーガレット』11号付録
- 喧嘩番長 乙女（吉良麟太郎）
  - 喧嘩番長 乙女 ドラマCD 「獅子吼の国のアリス」[572]
  - 喧嘩番長 乙女 ドラマCD Vol.2 青春爆走メモリーズ〜春・夏編〜[573]
  - 喧嘩番長 乙女 ドラマCD Vol.3 青春爆走メモリーズ〜秋・冬編〜
- 紅茶王子（アッサム[574]）※コミックス第4巻ドラマCD付き初回限定版
- 黒蝶のサイケデリカ（山都）キャラクターCD Vol.2 山都 -ヤマト-
- こえたま（榊智宏）
- PsychicEmotion6（水瀬碧[575]）
  - PsychicEmotion6 vol.2 水瀬碧 ★CooLな水星の吹雪★
- PSYCHO-PASS 監視官 狡噛慎也（和久善哉）※コミックス第2巻ドラマCD付き初回限定版
- サクラ大戦奏組 シリーズ（ヒューゴ・ジュリアード）
  - サクラ大戦奏組 ドラマCD 〜小さな少女のためのクインテット〜[576]
  - サクラ大戦奏組 ドラマCD 〜コンサート協奏曲第1番〜[577]
- されど罪人は竜と踊る（ギギナ） ドラマCD 「幸運と不運と」※BD第2巻初回生産限定版特典
- 三国志LOVERS（夏侯惇） ドラマCD2 魏編
- 忍びよる恋はくせもの（豊田詠士[578]）※コミックス第4巻ドラマCD付き特装版
- JIHAI〜磁海〜 シリーズ（クロト）
  - JIHAI〜磁海〜 Third World
  - JIHAI〜磁海〜 Another Pain
- ジョーカー・ゲーム シリーズ（小田切[579]）
  - 「ジョーカー・ゲーム」 ドラマCD 警視庁D課捜査ファイル
  - 「ジョーカー・ゲーム」 ドラマCD それいけ! 2年D組佐久間先生
  - 「ジョーカー・ゲーム」 ドラマCD 帰ってきた! 2年D組佐久間先生
  - 「ジョーカー・ゲーム」 ドラマCD 〝もしも″だらけのパロディBOX
- 少年メイド（篠崎桂一郎）※コミックス第6巻ドラマCD付き特装版[580]
- 白華の檻 〜緋色の欠片4〜 シリーズ（アテルイ）
  - 白華の檻 〜緋色の欠片4〜 四季の詩 ドラマCD 桜花ニ片[581]
  - 白華の檻 〜緋色の欠片4〜 四季の詩 ドラマCD 雪花二降[582]
- 進撃の巨人 特典ドラマCD 進撃のスクールカースト（ライナー・ブラウン）
- 新テニスの王子様（白石蔵ノ介）※コミックス第27巻ドラマCD同梱版
- スーパーダンガンロンパ2 さよなら絶望学園（左右田和一）
  - スーパーダンガンロンパ2 アナザーストーリーCD 桃版
- スクラッチ!! シリーズ（ヴァルス＝エスプレシーヴォ）
  - 「スクラッチ!!」 Disc2 シュオン 弾けるドレミファソ♪
  - 「スクラッチ!!」 Disc3 シュオン 響いてドレミファソラシ♪
- スタミュ（天花寺翔）
  - 「スタミュ」 ファーストドラマCD 「☆☆永遠★STAGE☆☆」
  - 「スタミュ」 セカンドドラマCD 「Second STAGE」[583]
  - 「スタミュ」 サードドラマCD 「Third STAGE」
  - 録り下ろしドラマ「スタミュ in 冬の魔物編」※第1期BD-BOX特典ドラマCD
  - ドラマCD 「スタミュ in 星谷バースデー」※OVAファンクラブ通販購入特典
  - 「スタミュ」 フィフスドラマCD Fifth STAGE
- スタンドマイヒーローズ Music Record 〜Vol.3 Revel&瀬尾研究室〜（早乙女郁人）
- スト☆マニ 〜Strobe☆Mania〜（神楽尽） ドラマCD 冬のご馳走スクランブル
- ストライク・ザ・ブラッド（暁古城[584]） ドラマCD 狂躁のドッペルゲンガー
- ストロボライツ（渡瀬）※「感傷ベクトル / シアロア」購入店舗特典メロンブックス
- 青楼オペラ（近江屋惣右助[585]）※ベツコミ2019年10月号付属ドラマCD
- 世界樹の迷宮（クレイ）
- Z/X -Zillions of enemy X- NF DramaCD 4「てめぇらオレの邪魔すんな！」（剣淵相馬）
- 七恋天使黙示録（ルシフェル） ドラマCD Martyr
- そうしそうあい（若松宗嗣）※『月刊コミックジーン』2020年3月号付録[586]
- たいようのいえ（中村大樹）※コミックス第5巻・第6巻ドラマCD付き特装版
- 田中くんはいつもけだるげ（太田[587]） ドラマCD 第1巻
- ちはやふる（綿谷新）
  - 今昔物語 前編・後編 ※BD&DVD Vol.8・Vol.9初回特典ドラマCD
  - コミックス第43巻ドラマCD付き特装版
- ツキウタ。シリーズ（卯月新[588]）
  - ツキウタ。ドラマ!
  - ツキウタ。ドラマ! その2
  - ツキウタ。ドラマ! その5
  - ツキウタ。池袋月猫物語[589]
  - キャラクターCD・4thシーズン 5 卯月新 ※ドラマパートのみ[590]
  - ツキウタ。ドラマCD『月歌奇譚 夢見草』第1巻 -夢語り・桜-、第2巻 -夢語り・月-
  - ツキウタ。ドラマCD『月歌奇譚 太極伝奇』
  - キャラクターCD・5thシーズン 5 卯月新＆皐月葵 Be Your Hero
  - キャラクターCD・5thシーズン 9 葉月陽＆卯月新
- 停電少女と羽蟲のオーケストラ 未完成ノ、音。（蒼太[591]）
- デビルズライン（沢崎孝[592]）※コミックス第11巻、第14巻ドラマCD付き限定版
- 東方妖遊記 -少年王と第一の盟約-（楓牙）
- トリニティセブン 7人の魔書使い（春日アラタ[593]）
- 不問語（鑢七花）
- とんでもスキルで異世界放浪メシ（ムコーダ〈向田剛志〉[594]）※ノベルス第5巻、第8巻[595]ドラマCD付き特装版
- NO.6（ネズミ）※コミックス第4巻・第6巻・第9巻ドラマCD付き特装版
- ハイキュー!!（東峰旭）※コミックス第9巻ドラマCD同梱版
- 灰と幻想のグリムガル（ハルヒロ）※文庫第13巻ドラマCD付き特装版
- パスタマフィア1（ポモドーロ）
- Honey（宗ちゃん〈宗介〉）※コミックス第7巻ドラマCD同梱版
- 速水奨プロデュースCD Shuffle 〜時を紡ぐ勇者たち〜 高校生タイムトラベラー シリーズ（三村学[596]）
  - vol.1 -本能寺の変編-
  - vol.2 -奥州藤原編-
  - vol.3 -新選組 幕末激動編-
  - vol.4 -赤穂義士 忠臣蔵編-
  - vol.5 -戦国智略絵巻編-
  - vol.6 -陰陽師編-
- 薔薇王の葬列（ケイツビー[597]）
- 被虐のノエル SEASON 0 〜叛逆〜（ラッセル・バロウズ）※2019年4月24日に東宝より発売
- 百器徒然袋――雨 シリーズ（「僕」[598]）
  - 百器徒然袋 雨 1 〜鳴釜〜 薔薇十字探偵の憂鬱
  - 百器徒然袋 雨 2 〜瓶長〜 薔薇十字探偵の鬱憤
  - 百器徒然袋 雨 3 〜山颪〜 薔薇十字探偵の憤慨
- 百器徒然袋――風 シリーズ（「僕」）
  - 百器徒然袋 風 4 〜五徳猫〜 薔薇十字探偵の概然
  - 百器徒然袋 風 5 〜雲外鏡〜 薔薇十字探偵の然疑
  - 百器徒然袋 風 6 〜面霊気〜 薔薇十字探偵の疑惑
- ビーンズ王国（第二王子・ジェームス） ドラマCD 秘密のロイヤル・プリンス
- ファイアーエムブレム 覚醒 シリーズ
  - ドラマCD Vol.1 一触即発のイーリス・ロマンス（ルフレ）
  - ドラマCD Vol.4 異界の絆編 捜索のドリーミング・ティアラ（マーク男）
  - ファイアーエムブレム エクストラドラマCD 覚醒 〜闇の胎動、消えない希望〜（ルフレ[599]）
- ファンタシースターオンライン2（エンガ〈八坂炎雅〉[600]） ドラマCD 〜シエラ’sリポート〜
- Fate/Prototype 蒼銀のフラグメンツ Drama CD & Original Soundtrack 第5巻（2019年、ルキウス・ヒベリウス[601]）
- 不思議の国のアリス〜Alice in Wonderland〜（白ウサギ）
- Fly ME project 『DRINK ME』（夕凪）
- BROTHERS CONFLICT シリーズ（朝日奈侑介）
  - BROTHERS CONFLICT キャラクターCD (3) with 侑介&祈織
  - BROTHERS CONFLICT ドラマCD 存在の不確かな神サマだから
  - BROTHERS CONFLICT ドラマCD 兄弟（ぼく）らのにちじょう
  - BROTHERS CONFLICT 13Bros.MTG
  - BROTHERS CONFLICT ドラマCD SPECIL EDITION ※月刊シルフ2012年11月号付録
  - BROTHERS CONFLICT ドラマCD DENGEKI Girl'sStyle EDITION ※電撃Girl'sStyle2012年11月号付録
  - BROTHERS CONFLICT MY 6 LOVERS
  - BROTHERS CONFLICT ドラマCD TRIPLE EDITION 2 ※月刊シルフ2013年11月号付録
  - BROTHERS CONFLICT キャラクターCD 2nd シリーズ (2) with 雅臣&侑介
  - BROTHERS CONFLICT RARE TRACK
- BLACK WOLVES SAGA -Bloody Nightmare-（ユリアン） Song collection 「Dear Despair」
- Free! シリーズ（山崎宗介）
  - Free!-Eternal Summer- ドラマCD 岩鳶・鮫柄水泳部 合同活動日誌1
  - Free!-Eternal Summer- ドラマCD 岩鳶・鮫柄水泳部 合同活動日誌2
  - 映画 ハイ☆スピード! -Free! Starting Days- ドラマCD 「岩鳶中学水泳部 活動日誌」
  - Free!-Dive to the Future- ドラマCD Extra Short Films
- BLUE ROSES 〜妖精と青い瞳の戦士たち〜（マリウス） ドラマCD AFTER BLUE STORY
- 文豪ストレイドッグス（国木田独歩）
  - オリジナルドラマCD やや非凡なる日々
  - 新録ドラマCD 〜文豪ストレイドッグス 温泉へようこそ!〜 ※アニメイトBD&DVD限定版第1巻〜第6巻連動購入特典[602]
  - キャラクターソングミニアルバム 其ノ壱〜其ノ参[603]
- ぺらぶ! A cappella love!? （片桐隼人）
  - ぺらぶ! A cappella love!? ドラマCD #1
  - ぺらぶ! A cappella love!? ドラマCD b1
  - ぺらぶ! A cappella love!? -ぺらぶっく- CD付きブック
- ヘルズキッチン（森崎要）
  - ヘルズキッチン ドラマCD
  - ヘルズキッチン コミックス第5巻ドラマCD付き特装版
- 僕たちのスイートドラゴン（土のドラゴン“セブン”）
- まいりました、先輩（水川遊馬）
  - まいりました、恋わずらいラジオ ※デザート2020年7月号付録ドラマCD
  - まいりました、先輩 ドラマCD 〜先輩彼氏にまいりました〜[604]
- マギ（マスルール）
  - シンドリア王国ドラマCD「お疲れジャーファルさん」※BD&DVD第2巻限定版特典
  - オリジナルドラマ「聞いてよアラジンくん!」
- Magnolia（ユーゴ）※コミックス第3巻・第4巻ドラマCD付き特装版
- 真郷街ーまきょうがいー（遠山真[605]）
- 枕男子（花嶺奏） ドラマCD 音楽男子と華道男子
- Magical Halloween4 -CROSSING HEART- DRAMA CD（クロス / クルセイド・アッシュフォード）
- 無双OROCHI バラエティCD 混沌鳴動 【CHAOS-BEAT】（安倍晴明）
- 明治東亰恋伽 〜ハヰカラデヱト〜 無料配布ドラマCD（岩崎桃介）※AGF2018限定配布[606]
- モブサイコ100 ドラマCD サイキックヒューマンショー（鬼瓦天牙）
- もふドル（蘇芳新[607]） ドラマCD 「もふドラ〜孤島殺もふ事件編〜」
- 桃色メロイック（四宮大和[608]）
- 夢王国と眠れる100人の王子様 ドラマCD スノウフィリアの夏休み（グレイシア）
- よんでますよ、アザゼルさん。（ボッキー〈保奇沢秀明〉）※コミックス第12巻ドラマCD付き限定版
- 理系男子。NEXT（尾汐七斗里）
  - 理系男子。NEXT 〜ぼくらの化学反応〜 ※コミックス第1巻ドラマCD付き限定版
  - ドラマCD 理系男子。NEXT 〜ぼくらの理化研〜
- ROBOTICS;NOTES シリーズ（日高昴）
  - ドラマCD 冬空のロケット
  - コンプティーク付録CD フラウの日常
  - 科学アドベンチャーシリーズ スペシャルドラマCD 〜怱卒連鎖のトリプティック〜 「真夏の昼のカプリス」（from ROBOTICS;NOTES）
- 私がモテてどうすんだ（五十嵐祐輔）
  - コミックス第5巻ドラマCD付き特装版
  - コミックス第7巻ドラマCD付き特装版

### BLCD
- 愛と欲望は学園で（生徒）
- Angel's father Vol.7 （アルマン/村人1）
- オトダマ-音霊-（刑事D）
- くされ縁の法則 3 独占欲のスタンス 〜くされ縁の法則3〜（男子）
- 恋する運命なのだから（高橋）
- コイノイロ（三船）
- コミックスデラックス ダッシュ! （林）※コミックスドラマDVD
- コルセーア シリーズ（ラティフ）
  - コルセーア VII 〜月を抱く海2〜
  - コルセーア VIII 〜月を抱く海3〜
- 手を伸ばして目を閉じないで（境）
- 奴隷シリーズ 1 きみはかわいい僕の奴隷（男子生徒2）
- 花降楼 シリーズ
  - 花降楼シリーズ 6 華園を遠く離れて〜恋路&溺愛〜（支配人）
  - 花降楼シリーズ 8 白き褥の淫らな純愛（野崎正吾）
- VIP 3 -蠱惑-（沢木）
- 僕は君の鳥になりたい。（客）
- 真夜中に降る光（ホスト）
- 野蛮なロマンチシスト（サーファー）

### 朗読・その他CD
- オオカミ君ち。シリーズ（大神夢希[609]）
  - オオカミ君ち。Vol.1 アッシュ（大神夢希）
  - オオカミ君ち。Vol.2 ナイキ（大神夢希）
  - オオカミ君ち。Vol.6 ルキア（大神夢希）
- 蟹工船 朗読CD付（朗読 - 『蟹工船』）[610]
- KISS×KISS collections Vol.21 「ハットトリックキス」（小宮亮）
- 極限彼氏 〜地球がなくなる30分前〜（岸田ヒロト）
- 銀河アイドル☆超カレシ 08. 海王星のキキョウ（キキョウ）
- SACRIFICE シリーズ（カルメラ[611]）
  - SACRIFICE Vol.1 ノエル（カルメラ）
  - SACRIFICE Vol.2 ユキ（カルメラ）
  - SACRIFICE Vol.6 カルメラ（カルメラ）
- 新撰組黙秘録 勿忘草 シリーズ（土方歳三 ）
  - 新撰組黙秘録 勿忘草 第伍巻 土方歳三（土方歳三）
  - 新撰組黙秘録 勿忘草 シリーズ六枚連動購入特典ドラマCD（土方歳三）
  - 新撰組黙秘録 勿忘草 シリーズアニメイト六枚連動購入特典ドラマCD 豪華絢爛★当代一色男戦争勃発（土方歳三）
- 新撰組血魂録 勿忘草 シリーズ（土方歳三[612]）
  - 新撰組血魂録 勿忘草 第四巻 土方歳三（土方歳三）
  - 新撰組血魂録 勿忘草 シリーズ八枚連動購入特典ドラマCD（土方歳三）
  - 新撰組血魂録 勿忘草 シリーズアニメイト八枚連動購入特典ドラマCD 新撰組ホスト録 勿忘草（土方歳三）
- 絶対に口説かれてはいけない執事24時（遠峯京一）
- 超接近型 ささやき密着CD5 〜養護教諭・近杉泰助の保健日誌〜（近杉泰助）
- なでなでCD vol.1 先輩がよしよし（柊陸斗）
- ボイスサプリ 悠輝&蒼司郎 〜幼なじみ恋愛トライアングル〜（悠輝）
- ミラクル☆トレイン シリーズ（赤羽橋弐人）
  - ミラクル☆トレイン エスコートボイスCD 赤羽橋弐人（赤羽橋弐人）
  - ミラクル☆トレイン エスコートボイスCD 麻布十番 双葉（赤羽橋弐人）
- もしカレ vol.1 〜もしもあなたの日常に癒し系カレシがプラスされたら〜（篠沢真）
- もふドル Vol.5 蘇芳新（蘇芳新）
- 夢王国と眠れる100人の王子様コラボイヤホン グレイシアモデル 特典CD お前がいるから（グレイシア[613]）
- LOVE×EXERCISE vol.2 〜あなたのダイエットをアメとムチで指導するCD〜（桐嶋忠臣）
- Love on Ride 〜 通勤彼氏 Vol.1 遠崎幸仁（遠崎幸仁）
- 恋歌ロイド Type02 奏多-カナタ-（奏多[614]）
- 朗読喫茶 噺の籠 〜あらすじで聴く文学全集〜 シャーロックホームズ/怪盗紳士ルパン/黒猫（朗読 - シャーロックホームズ〜赤毛組合）

### ラジオドラマ
- あさひるばん ビギニング（日留川三郎〈ひる〉[615]）
- 感傷ベクトル ピクチャードラマ 「ストロボライツ」（渡瀬）※ニコニコ動画：2012年8月3日- CD&COMIC 『シアロア』 より

### オーディオドラマ
- 琴音のメロディーカード[616]（2015年、結城俊哉[617]）
- 夜に駆ける（2021年1月27日、先輩[618]）

### デジタルコミック
- VOMIC 悪魔で候（2008年、山本順一）
- VOMIC バドガール（2008年、高岡太陽）
- VOMIC 血界戦線（2012年、ザップ・レンフロ[619]）
- VOMIC この音とまれ!（2013年、高岡哲生[620]）
- 新抗体物語 音声付きWEB漫画（2013年、牛島元[621][622]）
- 怪盗ルパン伝 アバンチュリエ PRモーションコミック（2013年、アルセーヌルパン[623]）
- ENSOKU テンプリズム（2014年、ユイ）
- マンガでわかる「プラズマ乳酸菌」のチカラ（2016年、先生、pDC[624]）
- 告白実行委員会〜恋愛シリーズ〜『ロメオ』（2017年、柴崎健 役[625]）
- アルバート家の令嬢は没落をご所望です（2019年、アディ[626]）
- MONSTERS（2021年、リューマ[627]）
- 陛下、心の声がだだ漏れです!（2022年、ガイゼル[628]）
- 主人恋日記（2023年、水沢世那[629]）
- 大正新婚浪漫〜軍人さまは初心な妻を執着純愛で染め上げたい〜（2024年、岩津雪禎[630]）

### 吹き替え

#### 担当俳優
アンセル・エルゴート
- キャリー（トミー・ロス）
- ザ・ゴールドフィンチ（テオドア・“テオ”・デッカー）
- ダイバージェントシリーズ（ケイレブ・プライアー）
  - ダイバージェント
  - ダイバージェントNEO
  - ダイバージェントFINAL

シム・リウ
- シャン・チー/テン・リングスの伝説（シャン・チー）
- ストーリーボットがこたえるよ シーズン2 #9（本人）
- ランニング・ワイルド:過酷なミッション #2（本人）

テイラー・ロートナー
- トワイライト シリーズ（ジェイコブ・ブラック）
  - トワイライト〜初恋〜 ※ソフト版
  - ニュームーン/トワイライト・サーガ ※ソフト版
  - エクリプス/トワイライト・サーガ
  - ブレイキング・ドーン Part1/トワイライト・サーガ
  - ブレイキング・ドーン Part2/トワイライト・サーガ

- ミッシング ID（ネイサン・ハーパー）

#### 映画（吹き替え）
- アイルランド・ライジング（ビリー）
- アサルト13 要塞警察（スマイリー〈ジェフリー・“ジャ・ルール”・アトキンス〉）※DVD版
- イーグル・アイ（ジェリー・ショー〈シャイア・ラブーフ〉）
- イエロー・ハンカチーフ（ゴーディ〈エディ・レッドメイン〉）
- 一枚のめぐり逢い（ローガン・ティーボウ軍曹〈ザック・エフロン〉）
- IT/イット THE END “それ”が見えたら、終わり。（ビル・テンプロウ〈ジェームズ・マカヴォイ〉[635]）
- イン・ザ・トール・グラス -狂気の迷路-（トラヴィス・マッキーン〈ハリソン・ギルバートソン〉）
- インディ・ジョーンズ/クリスタル・スカルの王国（マット・ウィリアムズ〈シャイア・ラブーフ〉[636]）※劇場公開版、日本テレビ版
- ウェス・クレイヴンズ ザ・リッパー（バグ〈マックス・シエリオット〉）
- ウェディング・フィーバー ゲスな男女のハワイ旅行（デイヴ〈ザック・エフロン〉）
- エアベンダー（カサ〈ジャクソン・ラスボーン〉）
- エネミーオブU.S.A.（マックス・ピーターソン〈シェーン・ウェスト〉）
- エルム街の悪夢（ジェシー〈トーマス・デッカー〉）
- 大いなる陰謀（トッド・ヘイズ〈アンドリュー・ガーフィールド〉）
- 俺の過ち（ニック〈ガブリエル・ゲバラ〉）
- キスから始まるものがたり2（マルコ・ペーニャ〈テイラー・ペレス〉）
  - キスから始まるものがたり3
- キャンプ・ロック（バロン・ジェームズ〈ジョーダン・フランシス〉）
  - キャンプ・ロック2 ファイナル・ジャム
- グランド・イリュージョン（ジャック・ワイルダー〈デイヴ・フランコ〉）
  - グランド・イリュージョン 見破られたトリック
- グラン・トリノ（タオ・ロー〈ビー・バン〉）
- コードネーム:ジャッカル（チェ・ヒョン〈キム・ジェジュン〉）
- 恋する履歴書（アダム・デイヴィス〈ザック・ギルフォード〉）
- ザ・ゾディアック（マイケル）
- サム（ジュエル）
- ジュピター（タイタス・アブラサクス〈ダグラス・ブース〉）
- ジェニファー・ロペス 戦慄の誘惑（ノア・サンドボーン〈ライアン・グスマン〉）
- 人狼（イム・ジュンギョン〈カン・ドンウォン〉）
- スターダスト（青年時代のダンスタン・ソーン〈ベン・バーンズ〉）
- スパイダーヘッド（ジェフ〈マイルズ・テラー〉）
- スピリット・ボクシング（ミノウ）
- スモッシュ・ザ・ムービー（アンソニー〈アンソニー・パディラ〉）
- セブンス・サン 魔使いの弟子（トム・ウォード〈ベン・バーンズ〉）
- センター・オブ・ジ・アース2 神秘の島（ショーン・アンダーソン〈ジョシュ・ハッチャーソン〉[637]）
- 戦慄のリンク（マー・ミン〈フー・モンボー〉）
- ダーティー・コップ（ウォーターズ〈イライジャ・ウッド〉）
- ターミネーター:新起動/ジェニシス（カイル・リース〈ジェイ・コートニー〉[638]）
- 沈黙の激突（警官）
- DCエクステンデッド・ユニバース（バリー・アレン / フラッシュ〈エズラ・ミラー〉）
  - ジャスティス・リーグ[639]
  - ジャスティス・リーグ:ザック・スナイダーカット[640]
  - ピースメイカー
  - ザ・フラッシュ[641]
- トランスフォーマー（マイルズ・ランカスター〈ジョン・ロビンソン〉）
- ナイト・オブ・ザ・リビングデッド（ラジオキャスター[642]）
- バタフライ・エフェクト2（トレバー〈ダスティン・ミリガン〉）
- HICK ルリ13歳の旅（エディ・クリーザー〈エディ・レッドメイン〉）
- ヒトラー 〜最期の12日間〜（ユーゲント）
- 深い谷の間に（リーヴァイ〈マイルズ・テラー〉[643]）
- ブラッド・アンド・ゴールド 〜黄金の血戦場〜（ハインリヒ〈ロベルト・マーザー〉）
- ムーラン（ホンフイ〈ヨソン・アン〉[644]）
- メリッサ・P 〜青い蕾〜（レオ）
- 理想の彼氏（アラム・フィンクルスティン〈ジャスティン・バーサ〉）
- レストレス 〜中天〜（ウンゴル）

#### ドラマ
- iCarly（ジェイク）
- アガサ・クリスティー 検察側の証人（レナード・ヴォール〈ビリー・ハウル〉[645]）
- ER緊急救命室
  - シーズン11 #19（グラント〈ウェス・ロビンソン〉）
  - シーズン12 #18（デショーン〈マーク・ボウマン〉）
- イタズラなKissII 〜惡作劇2吻〜（楊啓太（鴨狩啓太）〈フィガロ・ツェン〉）
- インコーポレイテッド（ベン・ラーソン〈ショーン・ティール〉[646]）
- S.A.S. 英国特殊部隊（ファン）
- FBI:インターナショナル（スコット・フォレスター〈ルーク・クラインタンク〉[647]）
- Lの世界（リサ、ゴーミー 他）
- オーメン（ダミアン・ソーン〈ブラッドリー・ジェームズ〉）
- お昼12時のシンデレラ
- ギフテッド 新世代X-MEN誕生（サンダーバード〈ブレア・レッドフォード〉[648]）
- ギルモア・ガールズ（トリスティン）
- クリミナル・マインド10 FBI行動分析課 #22（ダニエル・“ダニー”・リー・ストークス〈ジョー・アドラー/Joe Adler〉）
- グレイズ・アナトミー 恋の解剖学（ジョー、ラージ 他）
- 刑事トム・ソーン 声なき目撃者（ジョッシュ・ラムジー〈ジョシュア・クローズ〉）
- ゴースト 〜天国からのささやき シーズン1 #6（ジェイソン）
- コールドケース 迷宮事件簿（ゲーリー）
- サード・ウォッチ（トニー）
- ザ・ネバーズ（ホレイショ・カズンス〈ザカリー・モモー〉[649]）
- サンドマン（モルフェウス / ドリーム〈トム・スターリッジ〉）
- CSI: ベガス2 #15、#16（テッド・ヘスター〈スティーヴン・フリードリック〉）
- シークレット・アイドル ハンナ・モンタナ #38（ジェシー）
- シックス・フィート・アンダー（マーク、ディンク）
- 自由研究には向かない殺人（マックス〈ヘンリー・アシュトン〉）
- 笑傲江湖（薛堂主）
- スーパーナチュラル（隊員）
- スイート・ライフ（ジェシー・マッカートニー）
- ステーション・イレブン（ジーヴァン〈ヒメーシュ・パテル〉[650]）
- スレッシュホールド（ルーカス・ペッグ）
- ドールハウス Dollhouse
- 24 -TWENTY FOUR- シーズン5（脇役多数）
- ドクター弁護士（ハン・イハン〈ソ・ジソプ〉）
- トライアングル（ホ・ヨンダル〈キム・ジェジュン〉）
- ドリームハイ2（チン・ユジン〈チョン・ジヌン（2AM）〉）
- NIP/TUCK マイアミ整形外科医（エヴァン / ゲイリー）
- 犯罪捜査官ネイビーファイル
  - シーズン8（キャントレル）
  - シーズン9（カンピアーノ兵曹 他）
- THE BRIDGE/ブリッジ（ダニエル・フェルベ〈クレスチャン・ヒルボリィ〉）
- BRAVE NEW WORLD/ブレイブ・ニュー・ワールド（ジョン〈オールデン・エアエンライク〉[651]）
- ベティ〜愛と裏切りの秘書室（ラモン）
- 名探偵モンク5（トロイ）
- ヤング・スーパーマン（ダグ 他）
- レ・ミゼラブル（マリウス〈ジョシュ・オコナー〉[652]）
- 私の国（ナム・ソノ〈ウ・ドファン〉[653]）
- 私の残念な彼氏（カン・ヒチョル〈ユナク〉）

#### アニメ
- アルジュンの大冒険 〜氷の蓮の謎〜（ダルヨーダン[654]）
- おさるのジョージ
- サーフズ・アップ シリーズ
  - サーフズ・アップ（脇役）
  - サーフズ・アップ2（コディ・マーベリック[655]）
- チョーク・ゾーン（フープス 他）
- ティンカー・ベル シリーズ（テレンス）
  - ティンカー・ベル
  - ティンカー・ベルと月の石[656]
  - ティンカー・ベルと妖精の家
  - ティンカー・ベルと輝く羽の秘密
  - ピクシー・ホロウ・ゲームズ 妖精たちの祭典
- ブンブン・マギー（レーベン）
- ポケモンジェネレーションズ（ワタル[657]）

### 特撮
- 仮面ライダーオーズ/OOO（2010年、アゲハヤミーの声）
- ウルトラギャラクシーファイト 運命の衝突（2022年、ウルトラマンレオの声[658]）
- ウルトラマンレグロス（2023年、ウルトラマンレオの声[659]）

### ラジオ
※はインターネット配信。
- テニスの王子様 オン・ザ・レイディオ（2007年、2009年 - 2011年、文化放送）月間パーソナリティ
  - 新テニスの王子様 オン・ザ・レイディオ（2012年、文化放送）月間パーソナリティ
- オレが俺がのふたり上手（2009年、BBstation※）市来光弘と出演
- 刀語WEBラジオ まえがたり・あとがたり（2010年、テレビアニメ『刀語』公式サイト内※）
- ANI-TAMA-ZOO Safari（2010年 - 2013年、アニたまどっとコム）
- ぺらぶらじお（2011年、アニメイトTV※）不定期パーソナリティ
- ディストピアラジオNO.6（2011年 - 2012年、音泉※）
- 細谷佳正・増田俊樹の全力男子（2011年 - 2013年、文化放送[660]）
- ビーンズ王国 プリンス☆レディオ（2011年 - 2012年、音泉※）
- ラジオ・ド・章樫（2012年、アニメイトTV※）※4組のパーソナリティから交代で出演
- 『けもみみ☆ラヂヲ 擬人カレシ〜Dear my student〜』（2012年、アニメイトTV※）
- CHEMICAL REACTION!! 理系男子。NEXT WEB RADIO 2012 夏休みスペシャル!!（2012年、アニメイトTV※）
- マギラジ〜キャラバン〜（2013年、アニメイトTV※）
- WIT Radio（2013年、劇場アニメーション『ハル』公式サイト内※）※WIT STUDIOによる全篇フラッシュアニメ
- サンラジオ・レジデンス（2013年、アニメイトTV※）
- 革命機ヴァルヴレイヴWEBラジオ（2013年・2014年、テレビアニメ『革命機ヴァルヴレイヴ』公式サイト※不定期パーソナリティ）
- 天才軍師（2014年 - 2020年、超A&G+※[661]）
- 神あそラジオ（2014年、アニメイトTV※・ニコニコ動画※）
- RADIO TERRAFORMARS 〜バグズ2号航海記録〜（2014年、音泉※・HiBiKi Radio Station※[662]）
- RADIO TERRAFORMARS 〜アネックス1号航海記録〜（2014年 - 2015年、音泉※・HiBiKi Radio Station※）
- SunSetTVイケボラジオストーリーズ（2017年、静岡エフエム放送）月間パーソナリティ[663]
- 僕のみぞ知る世界（2019年 - 、ニコニコチャンネル※・YouTube※）[664]

### ラジオCD
- 坂道のアポロン〜ムカエレコード・地下スタ通信〜 Vol.1
- SHOW BY ROCK!! 〜にゃじおしぃでぃ〜
- DJCD 妖狐×僕SS WEBラジオ ラジオ・ド・章樫
- DJCD 神あそラジオ Vol.2
- DJCD ハイキュー!! 烏野高校放送部! 第1巻 ※新規録り下ろしゲスト
- DJCD ハイキュー!! 烏野高校放送部! 第16巻 ※ドラマパートのみ
- DJCD ビーンズ王国 プリンス☆レディオ Vol.1〜3
- DJCD BROTHERS CONFLICT WEBラジオ サンラジオ・レジデンス vol.2
- DJCD BROTHERS CONFLICT WEBラジオ サンラジオ・レジデンス vol.3 ※新規録り下ろし音源あり
- DJCD ぺらぶ! a cappella love!? ぺらぶらじお
- DJCD 細谷佳正・増田俊樹の全力男子 〜はじめまして篇〜
- DJCD 細谷佳正・増田俊樹の全力男子 〜また会えましたね篇〜
- DJCD 細谷佳正・増田俊樹の全力男子 〜君と僕たちの思い出篇〜
- DJCD マギラジ〜キャラバン〜 第2巻 アニメイト限定盤
- 天才軍師アーカイブ集
- Free! ラジオCD イワトビちゃんねるES Vol.2
- 鬼灯の冷徹WEBラジオ ひとにきびしく DJCD〜地獄の公開録音〜
- ラジオCD ANI-TAMA-ZOO Safari 「飼育日誌1」※フォトブック「俺の理想の女（ひと）」付き
- ラジオCD アルスラーン戦記〜ラジオ・ヤシャスィーン! Vol.1
- ラジオCD アルスラーン戦記〜ラジオ・ヤシャスィーン! 特別版 TSUTAYAレンタル限定盤 Vol.1
- ラジオCD イクシオン サーガ PR Vol.1
- ラジオCD イクシオン サーガ PR Vol.2 ※新規録り下ろしゲスト
- ラジオCD 黒子のバスケ 放送委員会 Vol.2
- ラジオCD 進撃!巨人中学校ほうかごらじお
- ラジオCD 進撃の巨人ラジオ 〜梶と下野の進め! 電波兵団〜 Vol.5[665]
- ラジオCD スタミュラジオ〜目指せ! ラジオスター〜
- ラジオCD ストブらじお 雪菜と凪沙のおとなり放送局 Vol.1 ※新規録り下ろし特別版ゲスト
- ラジオCD ダイヤのA 〜ネット甲子園〜 vol.8
- ラジオCD 鉄華団放送局 Vol.2 ※新規録り下ろし特別版ゲスト[666]
- ラジオCD 鉄華団放送局 Vol.3、Vol.10
- ラジオCD RADIO TERRAFORMARS 〜バグズ2号航海記録〜
- ラジオCD RADIO TERRAFORMARS アネックス1号航海日誌 Vol.1 - 2
- ラジオCD ディストピアラジオNO.6
- ラジオCD 文豪ストレイラヂヲ Vol.1[667]
- ラジオCD 文豪ストレイラヂヲ 特別版 TSUTAYAレンタル限定盤 Vol.1
- ラジオCD 方言恋愛 第2巻
- ラジオCD 棺音（ラジオ）のチャイカ side チームチャイカ × side チームジレット Vol.1
- ロボティクス・ノーツRADIO 〜リアルロボ部 少年少女たちの夢〜 Vol.2 ※新規録り下ろしゲスト

### オーディオブック
- 東京タワー（2009年、透）
- 真智の火のゆくえ（2015年、将也）
- 極上voiceメソッド 『嫌われる勇気』 / 『幸せになる勇気』（2018年、青年[668]）

### ナレーション
- 超一流のMistake（2014年4月1日 - 6月24日、BSフジ[669]）
- リアリTV ZERO 特別版 「Cancer gift（キャンサーギフト） - がんって、不幸ですか?」予告（2015年）
- NEWS ZERO 「乳がんを乗り越え、叶えた願い」（2015年7月4日、日本テレビ）
- 新世代が解く!ニッポンのジレンマ（2016年5月1日 - 、NHK Eテレ）
- コニカミノルタプラネタリウム“満天”in Sunshine City（2016年9月10日 - 2017年2月6日[670]）
  - コニカミノルタプラネタリア TOKYO 星空案内【冬】【春】【夏】（2019年12月12日 - 2020年7月31日[671][672][673]）
- NHK高校講座 国語総合（2017年、 NHKラジオ第2）
- NHKニュース おはよう日本 「朝ごはんの現場スペシャル」（2017年12月31日、NHK総合）
- KADOKAWA 第31回ファンタジア大賞受賞作 2019年1月編PV（2019年[674]）
- FIVBワールドカップバレーボール2019 男子（2019年10月9日 - 10日、フジテレビ[675]）
- ＃あちこちのすずさん〜教えてください あなたの戦争〜（2020年8月13日、NHK総合[676]）
- ザ・タイムショック（2020年10月7日 - 、テレビ朝日、ザ・タイムショック2020から担当）
- 仰天！海の底まる見え検証（ナショナルジオグラフィック）
- 宙に架ける〜星の距離を求めて〜（2022年10月1日 - 2023年2月6日、福岡市科学館）
- けんじゃの寄り道〜麻布十番でお土産買ってスタジオ突撃SP〜（2023年10月14日、フジテレビ[677]）
- あの本、読みました?（2023年11月2日 - 、BSテレ東）

### テレビ番組
※はインターネット配信。
- 声優バラエティー SAY!YOU!SAY!ME!（2011年）メインMC
- 7minutes Reading「愛の言葉」「死神」「値下げ交渉」（2022年、dTV・YouTube[678]）※

### 映像商品
- 妖狐×僕SS 〜シークレットなサービスなんて し、しないんだからね!〜
- 小野賢章がゆく 旅友 第六弾 〜ゲスト:細谷佳正篇〜
- Original Entertainment Paradise 2012 PARADISE＠GoGo!! 神戸ワールド記念ホール ※MaxBoys名義
- 柿原徹也のひざくりげ
  - ひびけ! 戦国名言編 Vol.2 織田信長編[679]
  - DVD発売記念スペシャルイベント 〜かきくり思い出名言帳〜
- 木村良平のキムライズムIV
- キュートランスフォーマー アニメ放送1周年記念スペシャルイベント@舞浜アンフィシアター
- 黒子のバスケ
  - KUROBAS CUP 2013
  - KUROBAS CUP 2015
- 人狼バトル lies and the truth 2019 FEBRUARY〜人狼VS海賊〜 ※ナレーション
- DIGIMON ADVENTURE FES. 2016
- テニスの王子様
  - テニスの王子様100曲マラソン
  - テニプリフェスタ2009
  - テニスの王子様 白石蔵ノ介 Special Live Tour 2010 毒と薬
  - テニプリフェスタ2011 in 武道館
  - テニプリフェスタ2013
  - 新テニスの王子様 OVA vs Genius10 FAN DISC
  - テニプリフェスタ2016 〜合戦〜
- 天才軍師
  - ファンディスク壱 in富山
  - ファンディスク弐
  - ファンディスク参
  - EVENT DVD 大天才軍師2018
  - EVENT DVD 天才軍師 in関西
  - EVENT DVD 天才軍師 Peanuts
- ネオロマンス♥フェスタ 金色のコルダ 星奏学院祭4
- 灰と激奏のグリムガル -Grimgar, Live and Act-[680]
- Free!-Eternal Summer- スペシャルイベント 岩鳶・鮫柄 合同文化祭
- 僕らがアメリカを旅したら
  - VOL.3 & VOL.4 細谷佳正・KENN / Hawaii
  - スペシャルイベント
- 明治東亰恋伽
  - 〜ハイカラ浪漫劇場4〜
  - 〜ハイカラ浪漫劇場5〜
- ゆーたく祭2015夏 〜アニミュージカル〜 in 舞浜アンフィシアター

### 映画
- 神☆ヴォイス（2011年） - アナウンサー

### 舞台
- フレッシュプリキュア! ミュージカルショー〜うたって おどって しあわせゲットだよ!!〜（2009年、王子の声）
- 時速246億 Vol.05 「グレイトフルデッド」（2011年）
- リーディング・ドラマ「ラヴ・レターズ」（2017年12月8日上演回[681]）
- 恋を読む シリーズ
  - 「ぼくは明日、昨日のきみとデートする」オルタナティブシアター（2019年3月13日[682]）
  - vol.2『逃げるは恥だが役に立つ』（2019年10月3日：ヒューリックホール東京[683]、12月8日：名古屋市芸術創造センター[684]、津崎平匡 役）
  - inクリエ『逃げるは恥だが役に立つ』（2021年8月11日：シアタークリエ、津崎平匡 役[685]）
- 朗読劇「世界から猫が消えたなら」（2022年6月24日：シアター1010、僕 役[686]）
- ノサカラボ
  - 『TASTE OF SOUND WAVE Reading with Live music Sherlock Holmes 4』（2024年7月13日 - 14日：大手町三井ホール）[687]
  - 『TASTE OF SOUND WAVE Readings with Live music Sherlock Holmes #5』（2025年7月18日 - 20日〈予定〉：大手町三井ホール）[688]
- 朗読劇『ニュー・ルネッサンス・イン・パリ』（2024年7月27日：博品館劇場）[689]
- 江戸川乱歩朗読劇 幻調乱歩3『東京ニュートロン曠野』（2024年9月8日：イイノホール）[690]
- 夜能〜語り部たちの夜〜『烏帽子折』（2025年5月24日：宝生能楽堂）[691]

### 携帯コンテンツ
- BeeTV 「声感☆妄想彼氏」
- BeeTV 「声感☆妄想Lovers」
- 黒猫のウィズ ボイスアラーム（エターナル・ロア）[692]
- 恋フリ! 聖アイヴィ学園 vol.1（西園寺融）
- 最悪の瞬間、最愛の君に…〜Dangerous Wedding〜（善家直治）
- Z/X PLAYER VOICE DEVICE（剣淵相馬）
- 七恋天使黙示録〜SEVENTH HEAVEN REVERATION（ルシフェル）
- とりっぷセトまち〜君と歩く瀬戸もの語り〜（陶水仁織[693]）
- ボイスサプリ（悠輝）
- 方言男子目覚（カエデ）
- リズム怪盗R プレミアムライブ（ラルフ〈怪盗R〉）

### パチンコ
- KPE マジカルハロウィン4（クロス / クルセイド・アッシュフォード）
- P SHOW BY ROCK!!（2019年、ロム）

### 玩具
- COMPLETESELECTION MODIFICATION ダブルドライバー ver.1.5 風都探偵EDITION（2023年1月）
- COMPLETESELECTION MODIFICATION ガイアメモリ ver.1.5 風都探偵EDITION（2023年1月）

### その他コンテンツ
- READING FOR THE TIES 2010
- テニスの王子様 白石蔵ノ介 LIVE 2011 POISON and DRUG 〜Cry Crime Clash〜
- 坂道のアポロン 木村良平×細谷佳正トークセッション「青春はいつも坂道発進」（坂道のアポロン公式サイト内：2012年4月13日 - ）
- 地球ドラマチック 「ニック・ハミルトン 〜カーレーサーへの挑戦〜」（ニック・ハミルトン役、NHK Eテレ：2012年10月6日、ボイスオーバー）
- テラフォーマーズ コミックススペシャルPV（2013年2月、CMナレーション）
- 地球ドラマチック 「ポッサム大騒動 〜都会の小さなやっかい者〜」（クリス役、NHK Eテレ：2013年9月14日、ボイスオーバー）
- 東洋水産 マルちゃん生ラーメン ボイスレシピ（2014年11月1日 - 、東水要[694]）
- モスバーガー「ご当地唐揚げ祭」篇（TVCM）
- タグチ工業 広島ローカルCM[695]
- 日本アイコム「君の笑顔」企業CM
- グレンダイザー ギガ 単行本プロモーション映像（2015年、宇竜大介 / リューク・フリード[696]）
- 映画『ブルーハーツが聴こえる』予告編
- ブルボン エクセレントスイーツシリーズ「映画予告」篇（TVCM）
- ベツコミ ブレイク6フェア 電話音声（2018年3月26日 - 5月25日、月森政親[697]）
- めがねと旅する美術展 短編アニメーション《押絵ト旅スル男》（展内上映：2018年7月20日 - 2019年1月27日、兄[698]）
- 没後110年 東山魁夷展（京都国立近代美術館：2018年8月31日 - 10月8日、国立新美術館：10月24日 - 12月3日、音声ガイド[699]）
- Life is...... 人生を彩る幸福のエッセンス（朗読音声[700]）
- チーズ・イン・ザ・トラップ 単行本7巻8巻発売記念PV（2019年8月、青田淳[701]）
- ブライダルリングセレクトショップ「ビジュピコ」WebCM[702]
- 極主夫道 コミックス第4巻発売記念CMPV（虎二郎[703]）
- 開館記念展「見えてくる光景 コレクションの現在地」（アーティゾン美術館：2020年1月18日 - 3月30日、音声ガイド[704]）
- 特別展「京都 祇園祭 ―町衆の情熱・山鉾の風流―」（京都文化博物館：2020年3月24日 - 5月17日、音声ガイド[705]）
- 創作応援アプリ *exe2045（S1=Ro6 ローム[706]）
- セブンプレミアム 植物戦隊 ボタニカル フォース（奥ノ森草平[707]）
- それでも歩は寄せてくるCM（2021年、田中歩[708]）
- 陛下、心の声がだだ漏れです！コミックスCMおよびPV（2022年、ガイゼル[709][710]）
- リクルート『HOT PEPPER Beauty』（TVCM）
- 朗読番組『おとぎの国でおやすみなさい』（NHK-FM：2022年5月、朗読[711]）
- 特別展アリス―へんてこりん、へんてこりんな世界―（森アーツセンターギャラリー：2022年7月16日 - 10月10日、音声ガイド[712]）
- 恋は暗黒。PV（2022年8月[713]）
- 東京ジョイポリス ワイルドリバー ザ・トレジャーハント（2022年12月6日 - 12月25日、エターナル・ロア[714]）
- BATTLE OF TOKYO 〜TIME 4 Jr.EXILE〜（Skeet[715]）
- 日本中央競馬会ブランドCM「今日、わたしの物語が走ります。Another side篇」（2023年、大学生[716]）
- 映画『ブギーマン』予告ナレーション[717]

## ディスコグラフィ

### キャラクターソング
| 発売日   | 商品名                                                                                 | 歌 | 楽曲 | 備考                                                                            |
| 2007年   | 2007年                                                                                 | 2007年 | 2007年 | 2007年                                                                          |
| -------- | -------------------------------------------------------------------------------------- | --- | --- | ------------------------------------------------------------------------------- |
| 10月31日 | 恋の激ダサ絶頂（エクスタシー）！                                                       | by断ち切り隊 | 「恋の激ダサ絶頂（エクスタシー）！」 | OVA『テニスの王子様 OVA 全国大会篇 Semifinal』オープニングテーマ                |
| 11月21日 | THE BEST OF RIVAL PLAYERS XXXI Kuranosuke Shiraishi                                    | 白石蔵ノ介（細谷佳正） | 「BIBLE」 | テレビアニメ『テニスの王子様』関連曲                                            |
| 2008年   |                                                                                        | | |                                                                                 |
| 4月23日  | Dear Prince〜テニスの王子様達へ〜                                                      | イケメン侍 | 「Dear Prince〜テニスの王子様達へ〜」 | OVA『テニスの王子様 OVA 全国大会篇 Final』エンディングテーマ                    |
| 2009年   |                                                                                        | | |                                                                                 |
| 2月4日   | バレンタイン・キッス                                                                   | 白石蔵ノ介（細谷佳正） with 四天宝寺中 | 「バレンタイン・キッス」 | テレビアニメ『テニスの王子様』関連曲                                            |
| 4月15日  | prayer                                                                                 | 白石蔵ノ介（細谷佳正） | 「prayer」 | テレビアニメ『テニスの王子様』関連曲                                            |
| 7月22日  | 色褪せないあの空へ                                                                     | STONES | 「色褪せないあの空へ」 | OVA『テニスの王子様 OVA ANOTHER STORY』エンディングテーマ                       |
| 9月6日   | Dear Prince〜テニスの王子様達へ〜                                                      | 白石蔵ノ介（細谷佳正） | 「Dear Prince〜テニスの王子様達へ〜ソロver.」 | テレビアニメ『テニスの王子様』関連曲                                            |
| 2010年   |                                                                                        | | |                                                                                 |
| 2月17日  | THE PRINCE OF TENNIS 2009.9.6 HOLY GROUND in ARIAKE COLOSSEUM                          | 四天宝寺オールスターズ | 「浪速のソーラン節」 | テレビアニメ『テニスの王子様』関連曲                                            |
| 4月14日  | Medicine or...?                                                                        | 白石蔵ノ介（細谷佳正） | 「はじまりは、Ecstasy」 「go on」 「ガブリエル白書」 「Song for you」 「prayer -APRIL STYLE-」 「EVER FREE」 「No Muda Life〜エクスタシー侍のテーマ〜」 「BIBLE 〜2010 STYLE〜」 「I.ng」 「風のソネット〜Innocent Bright Green〜」 「Home Sweet Home」                                          | テレビアニメ『テニスの王子様』関連曲                                            |
| 5月19日  | POISON                                                                                 | 白石蔵ノ介（細谷佳正） | 「毒の華」 「クチビル」 「like bored days」 「風の遊園地」 「GET STARTED」 「CLASH!!」 「スピードスター」 「マジックミラー」 「SUNSHINE ON MY HEART」 「エピローグ」 「足跡」 | テレビアニメ『テニスの王子様』関連曲                                            |
| 7月22日  | 会長はメイド様！ キャラクターコンセプトCD4 -Another Side-                              | 3バカトリオブラザーズ | 「Don't Cry VACA」 | テレビアニメ『会長はメイド様！』関連曲                                          |
| 12月15日 | Love Festival                                                                          | テニプリオールスターズ | 「Love Festival」 | テレビアニメ『テニスの王子様』関連曲                                            |
| 12月15日 | Love Festival                                                                          | 白石蔵ノ介（細谷佳正）、木手永四郎（新垣樽助）、神尾アキラ（鈴木千尋） | 「Love Festival」 | テレビアニメ『テニスの王子様』関連曲                                            |
| 2011年   |                                                                                        | | |                                                                                 |
| 8月10日  | 毒と薬                                                                                 | 白石蔵ノ介（細谷佳正） | 「はじまりは、Ecstasy」 「クチビル」 「EVER FREE」 「No Muda Life〜エクスタシー侍のテーマ〜」 「マジックミラー」 「I.ng」 「GET STARTED」 「Song for you」 「カブリエル白書」 「go on」 「prayer」 「CLASH!!」 「スピードスター」 「like bored days」 「BIBLE」 「エピローグ」 「足跡」 「追憶」 | テレビアニメ『テニスの王子様』関連曲                                            |
| 8月31日  | アオゾラSTAGE                                                                          | by断ち切り隊 | 「アオゾラSTAGE」 | OVA『テニスの王子様 OVA ANOTHER STORYII』オープニングテーマ                     |
| 9月21日  | TV ANIMATION NO.6 ORIGINAL SOUNDTRACK 1                                                | ネズミ（細谷佳正） | 「風のレクイエム 〜マオの民〜」 | テレビアニメ『NO.6』挿入歌                                                      |
| 9月22日  | ぺらぶ！ a cappella love!? b1 〜夏服サイドストーリーズ〜                               | 井之上義哉（木村良平）、片桐隼人（細谷佳正）、有坂圭一郎（前野智昭）、光永千紘（柿原徹也）、時枝あゆむ（KENN） | 「リルハピデイズ」 | 『ぺらぶ！ A cappella love!?』関連曲                                            |
| 10月10日 | Brave heart                                                                            | テじゃ俺300 | 「テニプリFantastic Bazarのテーマ」 「Brave heart」 「TENNIVERSARY」 | テレビアニメ『テニスの王子様』関連曲                                            |
| 10月26日 | TV ANIMATION NO.6 ORIGINAL SOUNDTRACK 2                                                | ネズミ（細谷佳正） | 「ブナの森で」 「煌めくものたち」 | テレビアニメ『NO.6』挿入歌                                                      |
| 11月23日 | Romance Chase                                                                          | 神楽尽（細谷佳正） | 「謎=愛」 | ゲーム『スト☆マニ 〜Strobe☆Mania〜』オープニングテーマ                          |
| 12月     | テニスの王子様 アニくじS 「E賞」 Singles CD                                            | 白石蔵ノ介（細谷佳正） | 「聖なる夜につたえたいこと」 | テレビアニメ『テニスの王子様』関連曲                                            |
| 2012年   |                                                                                        | | |                                                                                 |
| 1月18日  | ちはやふる オリジナル・サウンドトラック&キャラクターソング集 第1首                     | 綿谷新（細谷佳正） | 「夢への地図」 | テレビアニメ『ちはやふる』関連曲                                                |
| 5月23日  | 妖狐×僕SS BD&DVD第3巻 完全生産限定版 特典CD ENDING SONG Vol.2                          | 反ノ塚連勝（細谷佳正）、雪小路野ばら（日笠陽子） | 「太陽と月」 | テレビアニメ『妖狐×僕SS』エンディングテーマ                                     |
| 6月1日   | ぺらぶ！ a cappella love!? -ぺらぶっく-                                                | 井之上義哉（木村良平）、片桐隼人（細谷佳正）、有坂圭一郎（前野智昭）、光永千紘（柿原徹也）、時枝あゆむ（KENN） | 「毎日がアニバーサリー」 | 『ぺらぶ！ A cappella love!?』関連曲                                            |
| 9月12日  | LOVE☆ROCKET急接近!!                                                                    | 東真璃斗（豊永利行）、黛流風（細谷佳正）、神無木紫音（木村良平） | 「LOVE☆ROCKET急接近!!」 | ゲーム『Custom Drive』オープニングテーマ                                        |
| 9月12日  | LOVE☆ROCKET急接近!!                                                                    | 東真璃斗（豊永利行）、黛流風（細谷佳正）、神無木紫音（木村良平） | 「Provocative」 | ゲーム『Custom Drive』エンディングテーマ                                        |
| 9月12日  | 黒子のバスケ キャラクターソング SOLO SERIES Vol.6 日向順平                             | 日向順平（細谷佳正） | 「CLUTCH TIME」 「話をしよう」 | テレビアニメ『黒子のバスケ』関連曲                                              |
| 9月21日  | 黒子のバスケ BD&DVD第3巻 初回封入特典 SPECIAL CD feat.日向順平7                        | 日向順平（細谷佳正） | 「セイシュンTIP-OFF!! MVP日向ver.」 | テレビアニメ『黒子のバスケ』関連曲                                              |
| 10月24日 | 理系男子。NEXT 勉強になる!? キャラクターソング VOL.2                                   | 尾汐七斗里（細谷佳正） | 「限界experimentation」 「原子分子STEP〜ぼくらの化学反応（キズナ）〜ソロver.」 | 『理系男子。NEXT』関連曲                                                        |
| 11月7日  | DT捨テル/レッツゴーED                                                                  | ゴールデン・イクシオン・ボンバー DT | 「DT捨テル」 | テレビアニメ『イクシオン サーガ DT』オープニングテーマ                          |
| 11月21日 | 銀河へキックオフ!! キャラクターソングアルバム 三つ子の悪魔編                           | 降矢凰壮（細谷佳正） | 「feelin' high」 | テレビアニメ『銀河へキックオフ!!』関連曲                                        |
| 11月28日 | 円舞曲、君に／プレリュード 前奏曲                                                      | 帝國華撃団・奏組 | 「円舞曲、君に」 「プレリュード 前奏曲」 | 漫画『サクラ大戦奏組』テーマソング                                              |
| 12月     | 新テニスの王子様 アニくじS 「E賞」 Singles CD                                          | 白石蔵ノ介（細谷佳正） | 「Golden Kanon」 | テレビアニメ『新テニスの王子様』関連曲                                          |
| 2013年   |                                                                                        | | |                                                                                 |
| 1月      | BLACK WOLVES SAGA SOUND CD 連動購入特典 オリジナルボーカルCD                           | ギラン（谷山紀章）、ユリアン（細谷佳正） | 「限りなく透明に近い黒(BLACK)」 | ゲーム『BLACK WOLVES SAGA』関連曲                                               |
| 1月23日  | 銀河へキックオフ!! キャラクターソングアルバム 桃山プレデター編                         | 降矢凰壮（細谷佳正） | 「HERMANOS」 | テレビアニメ『銀河へキックオフ!!』関連曲                                        |
| 2月27日  | IXION SAGA DT CHERRY BEST of DT                                                        | DT御一行 | 「DT音頭」 | テレビアニメ『イクシオン サーガ DT』エンディングテーマ                          |
| 2月27日  | IXION SAGA DT CHERRY BEST of DT                                                        | ペット（細谷佳正） | 「獣の歌」 | テレビアニメ『イクシオン サーガ DT』挿入歌                                      |
| 3月7日   | 新テニスの王子様 CD付き ゴーフレットセット                                             | 白石蔵ノ介（細谷佳正） | 「for you」 | テレビアニメ『新テニスの王子様』関連曲                                          |
| 3月7日   | コミックス「NO.6」第6巻特装版ドラマCD                                                  | ネズミ / イヴ（細谷佳正） | 「花の祭」 「葬送の歌」 | 漫画『NO.6』関連曲                                                              |
| 3月27日  | 黒子のバスケ キャラクターソング DUET SERIES Vol.5 日向順平&木吉鉄平                    | 日向順平（細谷佳正）、木吉鉄平（浜田賢二） | 「ありがとうの代わりに」 「HERE WE GO!!」 | テレビアニメ『黒子のバスケ』関連曲                                              |
| 4月5日   | ツキウタ。 4月（男） 卯月新 「桜とともに君だけを。」                                   | 卯月新（細谷佳正） | 「桜とともに君だけを。」 「Sakusa-Sakura」 | キャラクターCD『ツキウタ。』関連曲                                              |
| 4月24日  | サクラ大戦奏組 奏組歌音集                                                              | 帝國華撃団・奏組 | 「円舞曲、君に」 「プレリュード 前奏曲」 | 漫画『サクラ大戦奏組』関連曲                                                    |
| 4月24日  | サクラ大戦奏組 奏組歌音集                                                              | ヒューゴ・ジュリアード（細谷佳正） | 「悲しみのソナタ」 | 漫画『サクラ大戦奏組』関連曲                                                    |
| 7月24日  | 君のいる町                                                                             | 桐島青大（細谷佳正） | 「君のいる町」 | テレビアニメ『君のいる町』エンディングテーマ                                    |
| 7月24日  | 君のいる町                                                                             | 桐島青大（細谷佳正） | 「Reasons」 | テレビアニメ『君のいる町』関連曲                                                |
| 7月31日  | 14 to 1                                                                                | ASAHINA Bros.+JULI | 「14 to 1」 | テレビアニメ『BROTHERS CONFLICT』エンディングテーマ                             |
| 8月28日  | 神々の悪戯 神曲集 バルドル&ロキ                                                        | ロキ・レーヴァテイン（細谷佳正） | 「Liar」 | ゲーム『神々の悪戯』挿入歌                                                      |
| 9月15日  | THE PRINCE OF TENNIS Love Love Festival                                                | テニプリオールスターズ | 「Love Festival」 | テレビアニメ『新テニスの王子様』関連曲                                          |
| 9月15日  | THE PRINCE OF TENNIS Love Love Festival                                                | by断ち切り隊 | 「恋の激ダサ絶頂（エクスタシー）！」 | テレビアニメ『新テニスの王子様』関連曲                                          |
| 9月15日  | THE PRINCE OF TENNIS Love Love Festival                                                | 四天宝寺オールスターズ | 「浪速のソーラン節」 | テレビアニメ『新テニスの王子様』関連曲                                          |
| 9月15日  | THE PRINCE OF TENNIS Love Love Festival                                                | イケメン侍 | 「Dear Prince〜テニスの王子様達へ〜」 | テレビアニメ『新テニスの王子様』関連曲                                          |
| 9月18日  | アンサーソングス                                                                       | 桐島青大（細谷佳正） | 「Reasons」 「君のいる町 〜Answer Songs ver.〜」 | テレビアニメ『君のいる町』関連曲                                                |
| 9月20日  | BROTHERS CONFLICT BD&DVD第2巻 初回限定版 特典CD                                        | 侑介（細谷佳正） | 「1 to 1」 | テレビアニメ『BROTHERS CONFLICT』関連曲                                         |
| 9月25日  | 理系男子。NEXT 勉強になる!? キャラクターソング 第2弾                                   | 尾汐七斗里（細谷佳正） | 「暁Embryo」 | 『理系男子。NEXT』関連曲                                                        |
| 9月25日  | 理系男子。NEXT 勉強になる!? キャラクターソング 第2弾                                   | 白金永遠（代永翼）、尾汐七斗里（細谷佳正） | 「ふわふわ♥ ホットケーキ♥ ドリーム」 | 『理系男子。NEXT』関連曲                                                        |
| 10月23日 | BROTHERS CONFLICT キャラクターソング コンセプトミニアルバム（2） 「コ☆ド☆モ」          | 琉生（武内健）、昴（小野大輔）、祈織（浪川大輔）、侑介（細谷佳正）、風斗（KENN）、弥（梶裕貴）、ジュリ（神谷浩史） | 「挑発 Machine☆Gun」 | テレビアニメ『BROTHERS CONFLICT』関連曲                                         |
| 10月23日 | BROTHERS CONFLICT キャラクターソング コンセプトミニアルバム（2） 「コ☆ド☆モ」          | 侑介（細谷佳正）、風斗（KENN） | 「Kiss&Cry」 | テレビアニメ『BROTHERS CONFLICT』関連曲                                         |
| 12月11日 | 黒子のバスケ 誠凛高校ミニアルバム                                                      | 日向順平（細谷佳正）、伊月俊（野島裕史） | 「Challenger Spirit」 | テレビアニメ『黒子のバスケ』関連曲                                              |
| 12月11日 | 黒子のバスケ 誠凛高校ミニアルバム                                                      | 相田リコ（斎藤千和）、木吉鉄平（浜田賢二）、日向順平（細谷佳正） | 「あの日忘れた未来まで」 | テレビアニメ『黒子のバスケ』関連曲                                              |
| 12月25日 | キングダム 飛翔篇 キャラクターソングミニアルバム -闘-                                  | 王賁（細谷佳正） | 「SHOUT OF VICTORY 勝鬨」 | テレビアニメ『キングダム』関連曲                                                |
| 12月     | 新テニスの王子様 アニくじS 「E賞」 Singles CD                                          | 白石蔵ノ介（細谷佳正） | 「ほたる こい」 | テレビアニメ『新テニスの王子様』関連曲                                          |
| 2014年   |                                                                                        | | |                                                                                 |
| 2月4日   | 新テニスの王子様 バレンタイン・キッス ハッピー・バレキス ・ザ・ベスト                  | 白石蔵ノ介（細谷佳正） with 四天宝寺中 | 「バレンタイン・キッス」 | テレビアニメ『新テニスの王子様』関連曲                                          |
| 3月26日  | バラエティCD 金色のコルダ3 AnotherSky feat.神南                                        | 東金千秋（谷山紀章）、土岐蓬生（石川英郎）、芹沢睦（細谷佳正）、如月律（小西克幸）、榊大地（内田夕夜） | 「ROSY ROSA ROSY」 | ゲーム『金色のコルダ3 AnotherSky feat.神南』オープニングテーマ                  |
| 4月30日  | TILL THE END                                                                           | アポロン（入野自由）、ハデス（小野大輔）、月人（上村祐翔）、尊（豊永利行）、バルドル（神谷浩史）、ロキ（細谷佳正） | 「TILL THE END」 | テレビアニメ『神々の悪戯』オープニングテーマ                                    |
| 4月30日  | REASON FOR…                                                                            | アポロン（入野自由）、ハデス（小野大輔）、月人（上村祐翔）、尊（豊永利行）、バルドル（神谷浩史）、ロキ（細谷佳正） | 「REASON FOR…」 | テレビアニメ『神々の悪戯』エンディングテーマ                                    |
| 4月30日  | 我ら奏でるこの音で／春よ来い春よ                                                       | 帝國華撃団・奏組 | 「我ら奏でるこの音で」 | 舞台『サクラ大戦奏組〜薫風のセレナーデ〜』関連曲                                |
| 4月30日  | THE PRINCE OF TENNIS II MEMORIAL BEST                                                  | テニプリオールスターズ | 「Love Festival」 | テレビアニメ『新テニスの王子様』関連曲                                          |
| 4月30日  | THE PRINCE OF TENNIS II MEMORIAL BEST                                                  | 白石蔵ノ介（細谷佳正） | 「like bored days」 | テレビアニメ『新テニスの王子様』関連曲                                          |
| 4月30日  | THE PRINCE OF TENNIS II MEMORIAL BEST                                                  | STONES | 「色褪せないあの空へ」 | テレビアニメ『新テニスの王子様』関連曲                                          |
| 4月30日  | THE PRINCE OF TENNIS II MEMORIAL BEST                                                  | by断ち切り隊 | 「恋の激ダサ絶頂（エクスタシー）！」 | テレビアニメ『新テニスの王子様』関連曲                                          |
| 4月30日  | THE PRINCE OF TENNIS II MEMORIAL BEST                                                  | 白石蔵ノ介（細谷佳正） | 「スピードスター」 | テレビアニメ『新テニスの王子様』関連曲                                          |
| 4月30日  | THE PRINCE OF TENNIS II MEMORIAL BEST                                                  | イケメン侍 | 「Dear Prince〜テニスの王子様達へ〜」 | テレビアニメ『新テニスの王子様』関連曲                                          |
| 5月30日  | ツキウタ。シリーズ デュエットCD 蝶々P&年中組1・Rainy Day                               | 卯月新（細谷佳正）、皐月葵（KENN） | 「Rainy Day」 | キャラクターCD『ツキウタ。』関連曲                                              |
| 5月30日  | ツキウタ。シリーズ デュエットCD Nem&年中組2・月と、星と、まぼろしと                    | 皐月葵（KENN）、卯月新（細谷佳正） | 「月と、星と、まぼろしと」 | キャラクターCD『ツキウタ。』関連曲                                              |
| 6月25日  | 金色のコルダ Blue♪Sky focus on 神南高校                                                | 神南高校管弦楽部 | 「Andante 〜featuring 神南高校」 | テレビアニメ『金色のコルダ Blue♪Sky』エンディングテーマ                         |
| 6月25日  | 金色のコルダ Blue♪Sky focus on 神南高校                                                | 芹沢睦（細谷佳正） | 「ESCORT」 | テレビアニメ『金色のコルダ Blue♪Sky』関連曲                                     |
| 7月30日  | THE PRINCE OF TENNIS II SHITENHOJI SUPER STARS                                         | 四天宝寺オールスターズ | 「勝手に四天フェスタ」 | テレビアニメ『新テニスの王子様』関連曲                                          |
| 7月30日  | THE PRINCE OF TENNIS II SHITENHOJI SUPER STARS                                         | 白石蔵ノ介（細谷佳正） | 「冷静と白熱」 | テレビアニメ『新テニスの王子様』関連曲                                          |
| 8月20日  | 金色のコルダ Blue♪Sky focus on 星奏学院                                                | 星奏学院オーケストラ部、至誠館高校吹奏楽部、神南高校管弦楽部、横浜天音学園室内楽部 | 「Andante 〜featuring All of Main Characters」 | テレビアニメ『金色のコルダ Blue♪Sky』エンディングテーマ                         |
| 8月27日  | TVアニメ「神々の悪戯」 神曲集 バルドル&ロキ                                            | ロキ・レーヴァテイン（細谷佳正） | 「Round and Round」 | テレビアニメ『神々の悪戯』関連曲                                                |
| 10月8日  | 銀河アイドル☆超カレシ 08. 海王星のキキョウ                                             | キキョウ（細谷佳正） | 「海王星の輪舞曲」 | 『銀河アイドル☆超カレシ』関連曲                                                 |
| 10月8日  | Free!-Eternal Summer- オリジナルサウンドトラック Clear Blue Notes                      | 七瀬遙（島﨑信長）、橘真琴（鈴木達央）、葉月渚（代永翼）、竜ヶ崎怜（平川大輔）、松岡凛（宮野真守）、山崎宗介（細谷佳正）、似鳥愛一郎 （宮田幸季）、御子柴百太郎（鈴村健一） | 「Clear Blue Departure」 | テレビアニメ『Free!-Eternal Summer-』エンディングテーマ                         |
| 10月15日 | Free!-Eternal Summer- キャラクターソングシリーズ Vol.6 山崎宗介                        | 山崎宗介（細谷佳正） | 「明日へのLast Race」 「Just Wanna Know」 | テレビアニメ『Free!-Eternal Summer-』関連曲                                     |
| 10月22日 | 金色のコルダ Blue♪Sky BD&DVD-BOX 豪華版 封入特典 スペシャルCD                          | 芹沢睦（細谷佳正） | 「Andante 〜featuring MUTSUMI」 | テレビアニメ『金色のコルダ Blue♪Sky』関連曲                                     |
| 11月26日 | 神々の悪戯 BD&DVD第VI巻 封入特典 デュエットキャラクターソングCD 北欧神話               | バルドル・フリングホルニ（神谷浩史）、ロキ・レーヴァテイン（細谷佳正） | 「ユグドラシル」 | テレビアニメ『神々の悪戯』関連曲                                                |
| 11月26日 | Re-Quest!                                                                              | 棗（前野智昭）、侑介（細谷佳正）、風斗（KENN） | 「Re-Quest!」 「Party Parade!」 | テレビアニメ『BROTHERS CONFLICT』関連曲                                         |
| 12月3日  | 百鬼夜行 〜地獄の沙汰もYOU次第〜                                                       | 地獄の沙汰オールスターズ | 「開け！地獄の釜の蓋〜2014冬ver.〜」 「地獄の沙汰も君次第〜2014冬ver.〜」 | OAD『鬼灯の冷徹』エンディングテーマ                                             |
| 12月17日 | Future fighter!                                                                        | 榊遊矢（小野賢章）、赤馬零児（細谷佳正） | 「Future fighter!」 | テレビアニメ『遊☆戯☆王ARC-V』エンディングテーマ                                 |
| 12月19日 | OVA BROTHERS CONFLICT 第1巻「聖夜」豪華版・通常版 初回限定生産 特典CD                  | 雅臣（興津和幸）、要（諏訪部順一）、光（岡本信彦）、棗（前野智昭）、侑介（細谷佳正）、風斗（KENN） | 「Brand New Venus」 「O・HA・YO」 | テレビアニメ『BROTHERS CONFLICT』関連曲                                         |
| 12月19日 | OVA BROTHERS CONFLICT 第1巻「聖夜」豪華版・通常版 初回限定生産 特典CD                  | 侑介（細谷佳正） | 「1 to 1」 | テレビアニメ『BROTHERS CONFLICT』関連曲                                         |
| 12月19日 | OVA BROTHERS CONFLICT 第1巻「聖夜」豪華版・通常版 初回限定生産 特典CD                  | 琉生（武内健）、昴（小野大輔）、祈織（浪川大輔）、侑介（細谷佳正）、風斗（KENN）、弥（梶裕貴）、ジュリ（神谷浩史） | 「挑発 Machine☆Gun」 | テレビアニメ『BROTHERS CONFLICT』関連曲                                         |
| 12月19日 | OVA BROTHERS CONFLICT 第1巻「聖夜」豪華版・通常版 初回限定生産 特典CD                  | 侑介（細谷佳正）、風斗（KENN） | 「Kiss&Cry」 | テレビアニメ『BROTHERS CONFLICT』関連曲                                         |
| 12月     | 新テニスの王子様 アニくじS 「D賞」 Singles CD                                          | 白石蔵ノ介（細谷佳正） | 「奴等が校庭にやってくる」 | テレビアニメ『新テニスの王子様』関連曲                                          |
| 2015年   |                                                                                        | | |                                                                                 |
| 1月7日   | Party Time                                                                             | STONES | 「Party Time」 | OVA『新テニスの王子様 OVA vs Genius10』エンディングテーマ                       |
| 1月28日  | I LOVE YOUが聞こえない                                                                 | ASAHINA Bros.+JULI | 「I LOVE YOUが聞こえない」 | OVA『BROTHERS CONFLICT』エンディングテーマ                                      |
| 1月28日  | FINAL VICTORY                                                                          | 青道高校野球部 | 「FINAL VICTORY」 | テレビアニメ『ダイヤのA』エンディングテーマ                                     |
| 2月11日  | ダイヤのA キャラクターソングシリーズ Vol.7 結城哲也                                    | 結城哲也（細谷佳正） | 「BILLION SWINGS」 | テレビアニメ『ダイヤのA』関連曲                                                 |
| 2月27日  | ツキウタ。シリーズ SixGravity ユニット曲 「GRAVITY!」                                  | Six Gravity | 「GRAVITY!」 | キャラクターCD『ツキウタ。』関連曲                                              |
| 4月8日   | 黒蝶のサイケデリカ キャラクターCD Vol.2 山都                                           | 山都（細谷佳正） | 「贖罪ドラスティック」 | ゲーム『黒蝶のサイケデリカ』関連曲                                              |
| 4月15日  | Empty Sky                                                                              | 白石蔵ノ介（細谷佳正） | 「Empty Sky」 | テレビアニメ『新テニスの王子様』関連曲                                          |
| 4月22日  | I DOLL U                                                                               | Re;Rise | 「I Doll U」 | ゲーム『I DOLL U』主題歌                                                        |
| 4月29日  | AMNESIA World キャラクターCD ルカ&ノヴァ                                               | ルカ（細谷佳正） | 「eden」 | ゲーム『AMNESIA World』関連曲                                                   |
| 5月20日  | Falling Roses／Crimson quartet -深紅き四重奏-                                          | シンガンクリムゾンズ | 「Falling Roses」 「Crimson quartet -深紅き四重奏-」 | テレビアニメ『SHOW BY ROCK!!』挿入歌                                            |
| 5月27日  | Party Time                                                                             | by断ち切り隊 | 「Party Time」 | OVA『新テニスの王子様 OVA vs Genius10』エンディングテーマ                       |
| 6月24日  | ミカグラ学園組曲 BD&DVD第1巻 初回生産特典CD                                            | 九頭竜京摩（細谷佳正） | 「我楽多イノセンス」 | テレビアニメ『ミカグラ学園組曲』関連曲                                          |
| 7月25日  | イベント限定CD ネオロマンス・フェスタ 金色のコルダ Featuring 神南高校 Op.2             | 神南高校管弦楽部 | 「CRAZY CRAZE CRAZY」 | ゲーム『金色のコルダ3』関連曲                                                   |
| 8月5日   | スタミュ ファーストドラマCD ☆☆永遠★STAGE☆☆                                             | team鳳 | 「☆☆永遠★STAGE☆☆」 | テレビアニメ『スタミュ』関連曲                                                  |
| 8月12日  | TVアニメ「ダイヤのA」 キャラクターソングスコレクション "RIVAL"                         | 結城哲也（細谷佳正） | 「BILLION SWINGS」 | テレビアニメ『ダイヤのA』関連曲                                                 |
| 8月12日  | TVアニメ「ダイヤのA」 キャラクターソングスコレクション "RIVAL"                         | 青道高校野球部 | 「FINAL VICTORY」 | テレビアニメ『ダイヤのA』関連曲                                                 |
| 8月23日  | Teamゆーたく アニミュージカル 〜take you take me〜 全曲集                              | ヨシフィコテレス（細谷佳正）&ユーヤ（小野友樹）&タクト（江口拓也） | 「トレーニング☆チャンス 」 | イベント『ゆーたく祭2015夏 〜アニミュージカル〜』関連曲                         |
| 8月23日  | Teamゆーたく アニミュージカル 〜take you take me〜 全曲集                              | ユーヤ（小野友樹）、タクト（江口拓也）、ケンザブロウ（小野賢章）、ノヴァピコ（岡本信彦）、ヨシフィコテレス（細谷佳正）、ていくゆひよこ（杉田智和） | 「Vogic〜声の魔法〜」 | イベント『ゆーたく祭2015夏 〜アニミュージカル〜』関連曲                         |
| 8月28日  | ツキウタ。シリーズ 卯月新 2                                                            | 卯月新（細谷佳正） | 「君、舞い降りる」 「夜桜に惑わされて」 | キャラクターCD『ツキウタ。』関連曲                                              |
| 9月16日  | 心が叫びたがってるんだ。オリジナルサウンドトラック                                     | 少女（心の声）［成瀬順（水瀬いのり）］、玉子［田崎大樹（細谷佳正）］、世界の人々 | 「心が叫びだす」 | 劇場アニメ『心が叫びたがってるんだ。』劇中歌                                    |
| 9月16日  | TVアニメ「SHOW BY ROCK!!」 BD第4巻 特装限定版 特典CD                                   | ロム（細谷佳正） | 「The real reason」 | テレビアニメ『SHOW BY ROCK!!』関連曲                                            |
| 10月7日  | 世界を敵にまわしても                                                                   | 諸星セイヤ（細谷佳正） | 「世界を敵にまわしても」 「I DOLL U -Seiya Ver.-」 | ゲーム『I DOLL U』関連曲                                                        |
| 10月21日 | ☆SHOW TIME 3☆ 天花寺翔&月皇海斗                                                        | 天花寺翔（細谷佳正） | 「天下の花」 | テレビアニメ『スタミュ』劇中歌                                                  |
| 11月4日  | ☆SHOW TIME 5☆ team鳳&team柊                                                            | team鳳 | 「五重奏〜クインテット〜」 | テレビアニメ『スタミュ』エンディングテーマ                                      |
| 11月11日 | ☆SHOW TIME 6☆ team鳳&team柊                                                            | team鳳 | 「アヤナギ・ショウ・タイム〜鳳アレンジVer.〜」 | テレビアニメ『スタミュ』劇中歌                                                  |
| 11月25日 | ☆SHOW TIME 8☆ team鳳&戌峰誠士郎×卯川 晶                                                | team鳳 | 「Ready→Steady→Dream!」 | テレビアニメ『スタミュ』劇中歌                                                  |
| 11月26日 | オリジナルキャラクターソング&シチュエーションCD 「恋歌ロイド」 Type2. 奏多-カナタ-     | 奏多（細谷佳正） | 「優しい距離（digital ver.）」 | シチュエーションCD『恋歌ロイド』関連曲                                          |
| 12月2日  | TVアニメ「キュートランスフォーマー さらなる人気者への道」 BD&DVD 初回限定盤 特典CD     | オプティマスプライム（細谷佳正） | 「DESTINY〜400万年前から愛してる〜」 | テレビアニメ『キュートランスフォーマー さらなる人気者への道』エンディングテーマ |
| 12月9日  | ☆SHOW TIME 10☆ team鳳&華桜会                                                           | team鳳 | 「星屑ムーブメント」 | テレビアニメ『スタミュ』関連曲                                                  |
| 12月16日 | TVアニメ「アルスラーン戦記」 BD&DVD第6巻 初回限定版 特典CD                             | ダリューン（細谷佳正） | 「戦い、それは騎士の真実」 | テレビアニメ『アルスラーン戦記』関連曲                                          |
| 12月23日 | ☆SHOW TIME 12☆ team鳳                                                                  | team鳳 | 「星瞬COUNTDOWN」 | テレビアニメ『スタミュ』エンディングテーマ                                      |
| 12月30日 | 喧嘩番長 乙女 キャラクターソングCD Vol.3 吉良麟太郎 「MAVERICK」                       | 吉良麟太郎（細谷佳正） | 「MAVERICK」 | ゲーム『喧嘩番長 乙女』関連曲                                                   |
| 2016年   |                                                                                        | | |                                                                                 |
| 1月13日  | I DOLL U Complete Best Album                                                           | Re;Rise | 「I Doll U」 | ゲーム『I DOLL U』関連曲                                                        |
| 1月13日  | I DOLL U Complete Best Album                                                           | 諸星セイヤ（細谷佳正） | 「世界を敵にまわしても」 | ゲーム『I DOLL U』関連曲                                                        |
| 1月13日  | I DOLL U Complete Best Album                                                           | 御神ルカ（KENN）、獅堂レオ（下野紘）、諸星セイヤ（細谷佳正） | 「I Doll U -idol version-」 | ゲーム『I DOLL U』関連曲                                                        |
| 1月27日  | あんさんぶるスターズ！ ユニットソングCD Vol.8 Trickstar                                | Trickstar | 「Rebellion Star」 「CHERRY HAPPY STREAM」 | ゲーム『あんさんぶるスターズ！』関連曲                                          |
| 1月27日  | TVアニメ「スタミュ」 BD&DVD第2巻 初回限定版 特典CD                                     | 天花寺翔（細谷佳正） | 「Angel Lost」 | テレビアニメ『スタミュ』挿入歌                                                  |
| 2月10日  | 幻影異聞録♯FE ボーカルコレクション                                                     | 剣弥代（細谷佳正） | 「BLACK RAIN」 「Under the moon」 | ゲーム『幻影異聞録♯FE』関連曲                                                   |
| 2月10日  | 幻影異聞録♯FE ボーカルコレクション                                                     | 蒼井樹&FORTUNA ALL STARS | 「ファイアーエムブレム 〜光の戯曲〜」 「Smile Smile」 | ゲーム『幻影異聞録♯FE』関連曲                                                   |
| 2月12日  | ツキウタ。シリーズ SixGravity ベストアルバム「黒月」                                   | 卯月新（細谷佳正） | 「桜とともに君だけを。」 | キャラクターCD『ツキウタ。』関連曲                                              |
| 3月30日  | ヴォーカル集 金色のコルダ3 EverySky                                                    | 東金千秋（谷山紀章）、土岐蓬生（石川英郎）、芹沢睦（細谷佳正）、如月律（小西克幸）、榊大地（内田夕夜） | 「ROSY ROSA ROSY」 | ゲーム『金色のコルダ3』関連曲                                                   |
| 3月30日  | ヴォーカル集 金色のコルダ3 EverySky                                                    | 神南高校管弦楽部 | 「CRAZY CRAZE CRAZY」 | ゲーム『金色のコルダ3』関連曲                                                   |
| 3月30日  | ヴォーカル集 金色のコルダ3 EverySky                                                    | 芹沢睦（細谷佳正） | 「CRAZY CRAZE CRAZY（芹沢 Solo Ver.）」 | ゲーム『金色のコルダ3』関連曲                                                   |
| 4月27日  | ファイアーエムブレムif オリジナルサウンドトラック                                      | シグレ（細谷佳正） | 「在るべき路の果てに」 | ゲーム『ファイアーエムブレムif』挿入歌                                          |
| 4月27日  | ファイアーエムブレムif オリジナルサウンドトラック                                      | シグレ（細谷佳正） | 「if〜ひとり思う〜Remembrance」 | ゲーム『ファイアーエムブレムif』エンディングテーマ                              |
| 5月18日  | うしおととら キャラクターソングス                                                      | ヒョウ（浪川大輔）、秋葉流（細谷佳正） | 「渇いた魂」 | テレビアニメ『うしおととら』関連曲                                              |
| 6月8日   | 神々の悪戯 InFinite 神曲集 二重唱 バルドル&ロキ                                        | バルドル・フリングホルニ（神谷浩史）、ロキ・レーヴァテイン（細谷佳正） | 「Give me your heart -迷える子羊-」 | ゲーム『神々の悪戯 InFinite』関連曲                                             |
| 6月22日  | 許斐剛☆サプライズLIVE〜一人テニプリフェスタ〜                                          | 許斐剛、白石蔵ノ介（細谷佳正） | 「Brave heart 〜Ballad Version〜」 | テレビアニメ『新テニスの王子様』関連曲                                          |
| 7月27日  | OVA「スタミュ」 第1巻 特典CD                                                           | team鳳 | 「ユメ・イロ」 | OVA『スタミュ』オープニングテーマ                                               |
| 8月17日  | TVアニメ「文豪ストレイドッグス」 キャラクターソングミニアルバム 其ノ壱                 | 国木田独歩（細谷佳正） | 「我が理想に曇り無し」 | テレビアニメ『文豪ストレイドッグス』関連曲                                      |
| 8月25日  | 逢魔が刻 〜かくりよの縁〜 PS Vitaソフト限定版 特典CD                                   | 颯（細谷佳正） | 「かくりよの街」 | ゲーム『逢魔が刻 〜かくりよの縁〜』主題歌                                       |
| 8月26日  | ツキウタ。THE ANIMATION 主題歌CD                                                       | Six Gravity | 「GRAVITIC-LOVE」 | テレビアニメ『ツキウタ。THE ANIMATION』主題歌                                   |
| 9月21日  | 僕にとって                                                                             | KNIFE OF DAY〈石田ヤマト〉（細谷佳正） | 「僕にとって」 | OVA『デジモンアドベンチャー tri. 第3章-告白-』エンディングテーマ                |
| 9月21日  | 僕にとって                                                                             | KNIFE OF DAY〈石田ヤマト〉（細谷佳正） | 「WHICH」 | OVA『デジモンアドベンチャー tri.』関連曲                                        |
| 9月21日  | OVA「スタミュ」 第2巻 特典CD                                                           | team鳳 | 「C☆ngratulations!」 | OVA『スタミュ』エンディングテーマ                                               |
| 10月5日  | TVアニメ「はんだくん」 キャラクターソングミニアルバム                                  | 筒井あかね（細谷佳正） | 「誉 〜homare〜」 | テレビアニメ『はんだくん』関連曲                                                |
| 11月25日 | ツキウタ。THE ANIMATION BD&DVD第3巻 特典CD                                             | 卯月新（細谷佳正） | 「cerasus〜桜並木に導かれて〜」 | テレビアニメ『ツキウタ。THE ANIMATION』エンディングテーマ                       |
| 12月14日 | テニプリソング1/800曲！ -竹（Tick）-                                                   | イケメン侍 | 「Dear Prince〜テニスの王子様達へ〜」 | テレビアニメ『新テニスの王子様』関連曲                                          |
| 12月14日 | テニプリソング1/800曲！ -竹（Tick）-                                                   | テニプリオールスターズ | 「Love Festival」 | テレビアニメ『新テニスの王子様』関連曲                                          |
| 12月14日 | テニプリソング1/800曲！ -竹（Tick）-                                                   | by断ち切り隊 | 「恋の激ダサ絶頂（エクスタシー）！」 | テレビアニメ『新テニスの王子様』関連曲                                          |
| 12月14日 | テニプリソング1/800曲！ -梅（Vai）-                                                    | 白石蔵ノ介（細谷佳正） | 「prayer」 「go on」 | テレビアニメ『新テニスの王子様』関連曲                                          |
| 12月21日 | 「もふドル」ボーカルCD 「Melody Of Fantasy ‐エガオのチカラ‐」                          | No Limits | 「Melody Of Fantasy ‐エガオのチカラ‐」 「もふもふWonderland」 | シチュエーションCD『もふドル』関連曲                                            |
| 12月22日 | TVアニメ「田中くんはいつもけだるげ」 BD&DVD第7巻 特装限定版 スペシャルCD feat. 太田    | 太田（細谷佳正） | 「せわやきサンシャイン」 | テレビアニメ『田中くんはいつもけだるげ』関連曲                                  |
| 2017年   |                                                                                        | | |                                                                                 |
| 1月25日  | あんさんぶるスターズ！ ユニットソングCD 2nd Vol.10 Trickstar                           | Trickstar | 「HEART→BEATER!!!!」 「虹色のSeasons」 | ゲーム『あんさんぶるスターズ！』関連曲                                          |
| 1月26日  | めいこいキャラクターソングシリーズ ロマネスクレコード2 其ノ漆 Twilight Preview         | 岩崎桃介（細谷佳正） | 「Twilight Preview」 | ゲーム『明治東亰恋伽』関連曲                                                    |
| 3月24日  | ツキウタ。THE ANIMATION BD&DVD第7巻 特典CD                                             | Six Gravity、Procellarum | 「ツキノウタ。」 | テレビアニメ『ツキウタ。THE ANIMATION』エンディングテーマ                       |
| 3月29日  | デジモンアドベンチャー tri. キャラクターソング「選ばれし子どもたち編」                 | KNIFE OF DAY〈石田ヤマト〉（細谷佳正） | 「僕にとって-Album Edition-」 | OVA『デジモンアドベンチャー tri.』関連曲                                        |
| 4月26日  | ☆2nd SHOW TIME 4☆ 星谷×那雪×天花寺×空閑×卯川×虎石&虎石×北原                            | 星谷悠太（花江夏樹）、那雪透（小野賢章）、天花寺翔（細谷佳正）、空閑愁（前野智昭）、卯川晶（松岡禎丞）、虎石和泉（KENN） | 「花道 ∞ Go All Out!!」 | テレビアニメ『スタミュ』第2期劇中歌                                             |
| 5月24日  | TVアニメ「進撃の巨人」 キャラクターイメージソングシリーズ Vol.05 「Alternative Drive」 | ベルトルト・フーバー（橋詰知久）、ライナー・ブラウン（細谷佳正） | 「Alternative Drive」 | テレビアニメ『進撃の巨人』関連曲                                                |
| 6月14日  | ☆2nd SHOW TIME 11☆ team鳳&team柊                                                       | team鳳 | 「Growin’ Up」 | テレビアニメ『スタミュ』第2期劇中歌                                             |
| 6月21日  | ☆2nd SHOW TIME 12☆ team鳳&team柊&揚羽×蜂矢×北原×南條&オールキャスト                    | team鳳 | 「Gift 〜team鳳Ver.〜」 | テレビアニメ『スタミュ』第2期エンディングテーマ                                 |
| 6月21日  | ☆2nd SHOW TIME 12☆ team鳳&team柊&揚羽×蜂矢×北原×南條&オールキャスト                    | オールキャスト | 「Gift 〜カーテンコール〜」 | テレビアニメ『スタミュ』第2期劇中歌                                             |
| 6月21日  | 夢王国と眠れる100人の王子様 音100シリーズ 〜Vol.4 雪の国〜                             | フロスト（新垣樽助）、グレイシア（細谷佳正）、シュニー（下野紘） | 「白雪に微笑みを」 | ゲーム『夢王国と眠れる100人の王子様』関連曲                                     |
| 8月2日   | テニプリソング1/800曲！ -竹（Tick）- 「弐」                                            | 四天宝寺オールスターズ | 「浪速のソーラン節」 | テレビアニメ『新テニスの王子様』関連曲                                          |
| 8月2日   | テニプリソング1/800曲！ -梅（Vai）- 「弐」                                             | 白石蔵ノ介（細谷佳正） | 「Empty Sky」 | テレビアニメ『新テニスの王子様』関連曲                                          |
| 9月6日   | テニプリソング1/800曲！ -竹（Tick）- 「参」                                            | STONES | 「色褪せないあの空へ」 | テレビアニメ『新テニスの王子様』関連曲                                          |
| 9月6日   | テニプリソング1/800曲！ -竹（Tick）- 「参」                                            | テニプリオールスターズ | 「Party Time」 | テレビアニメ『新テニスの王子様』関連曲                                          |
| 9月6日   | テニプリソング1/800曲！ -竹（Tick）- 「参」                                            | by断ち切り隊 | 「アオゾラSTAGE」 | テレビアニメ『新テニスの王子様』関連曲                                          |
| 9月6日   | テニプリソング1/800曲！ -竹（Tick）- 「参」                                            | 四天宝寺オールスターズ | 「勝手に四天フェスタ」 | テレビアニメ『新テニスの王子様』関連曲                                          |
| 9月6日   | テニプリソング1/800曲！ -梅（Vai）- 「参」                                             | 白石蔵ノ介（細谷佳正） | 「スピードスター」 | テレビアニメ『新テニスの王子様』関連曲                                          |
| 11月8日  | FREE-STYLE SPIRIT/What Wonderful Days!!                                                | 岩鳶町のゆかいな仲間たち | 「What Wonderful Days!!」 | 劇場アニメ『特別版 Free!-Take Your Marks-』エンディングテーマ                   |
| 2018年   |                                                                                        | | |                                                                                 |
| 1月25日  | ロマネスクレコード ベストアルバム 百歌繚乱                                             | 岩崎桃介（細谷佳正） | 「Twilight Preview」 | ゲーム『明治東亰恋伽』関連曲                                                    |
| 5月2日   | Butter-Fly〜tri.Version〜                                                              | 選ばれし子どもたち、デジモンシンカーズ、宮﨑歩、AiM with 和田光司 | 「Butter-Fly〜tri.Version〜」 | OVA『デジモンアドベンチャー tri.』エンディングテーマ                            |
| 10月24日 | スタミュ in ハロウィン BD・DVD特典CD                                                   | 星谷悠太（花江夏樹）、天花寺翔（細谷佳正）、空閑愁（前野智昭） | 「DEAR DREAM!」 | OVA『スタミュ in ハロウィン』エンディングテーマ                                 |
| 2019年   |                                                                                        | | |                                                                                 |
| 6月5日   | さらざんまいのうた/カワウソイヤァ                                                      | 新星玲央（宮野真守）、阿久津真武（細谷佳正） | 「カワウソイヤァ」 | テレビアニメ『さらざんまい』挿入歌                                              |
| 7月10日  | ☆3rd SHOW TIME 2☆鳳×揚羽×北原&揚羽×蜂矢×北原×南條                                      | 星谷悠太（花江夏樹）、那雪透（小野賢章）、月皇海斗（ランズベリー・アーサー）、天花寺翔（細谷佳正）、空閑愁（前野智昭）、揚羽陸（島﨑信長）、北原廉（梅原裕一郎） | 「NEW NOW!」 | テレビアニメ『スタミュ』第3期挿入歌                                             |
| 8月7日   | ☆3rd SHOW TIME 6☆ team鳳×team柊×team楪×team漣&那雪シスターズ                           | team鳳、team柊、team楪、team漣 | 「Magic Time Maker」 | テレビアニメ『スタミュ』第3期挿入歌                                             |
| 9月4日   | ☆3rd SHOW TIME 10☆ team鳳&華桜会                                                       | team鳳 | 「COME ON LET'S GO!」 | テレビアニメ『スタミュ』第3期挿入歌                                             |
| 9月11日  | ☆3rd SHOW TIME 11☆星谷×辰己×四季×冬沢&team鳳                                           | team鳳 | 「オンステージ」 | テレビアニメ『スタミュ』第3期エンディングテーマ                                 |
| 9月18日  | ☆3rd SHOW TIME 12☆ team辰己&team星谷&team2年生                                         | team星谷 | 「高校星歌劇-オンステージ-」 | テレビアニメ『スタミュ』第3期挿入歌                                             |
| 9月18日  | ☆3rd SHOW TIME 12☆ team辰己&team星谷&team2年生                                         | 星谷悠太（花江夏樹）、那雪透（小野賢章）、月皇海斗（ランズベリー・アーサー）、天花寺翔（細谷佳正）、空閑愁（前野智昭）、辰己琉唯（岡本信彦）、申渡栄吾（内田雄馬）、戌峰誠士郎（興津和幸）、虎石和泉（KENN）、卯川晶（松岡禎丞）、揚羽陸（島﨑信長）、蜂矢聡（高梨謙吾）、北原廉（梅原裕一郎）、南條聖（武内駿輔） | 「我ら、綾薙学園華桜会〜NEXT STAGE〜」 | テレビアニメ『スタミュ』第3期エンディングテーマ                                 |

### その他参加楽曲
| 発売日         | 商品名                                           | 歌                            | 楽曲 | 備考                                         |
| -------------- | ------------------------------------------------ | ----------------------------- | --- | -------------------------------------------- |
| 2012年2月8日   | 新・百歌声爛II -男性声優編-                      | 細谷佳正                      | 「宇宙戦艦ヤマト」〜 「マジンガーZ」〜 「悪魔くん」〜 「デビルマンのうた」〜 「おばけがイクゾ〜 」〜 「ペガサス幻想」〜 「君をのせて」〜 「STILL LOVE HER (失われた風景) 」〜 「WE GOTTA POWER」〜 「∞ループ」 |                                              |
| 2012年2月15日  | 大切なもの                                       | MaxBoys（細谷佳正＋増田俊樹） | 「大切なもの」 「Sakura」 | 『細谷佳正・増田俊樹の全力男子』             |
| 2012年8月15日  | HEART & SOUL                                     | MaxBoys（細谷佳正＋増田俊樹） | 「HEART & SOUL」 「恋のキセキ」 | 『細谷佳正・増田俊樹の全力男子』             |
| 2012年12月12日 | 大切なうた                                       | MaxBoys（細谷佳正＋増田俊樹） | 「I wish」 「消えない絆」 「HEART & SOUL」 「恋のキセキ」 「ボタン」 「ハートブレイカー」 「Sakura」 「サヨナラの裏側で」 「大切なもの」                                                                       | 『細谷佳正・増田俊樹の全力男子』             |
| 2013年4月17日  | 旅立つ君の横顔に                                 | MaxBoys（細谷佳正＋増田俊樹） | 「旅立つ君の横顔に」 「魔法」 | 『細谷佳正・増田俊樹の全力男子』             |
| 2014年2月12日  | リズム怪盗R プレミアムライブ Original Soundtrack | 細谷佳正                      | 「僕の鼓動」 | ゲーム『リズム怪盗R プレミアムライブ』挿入歌 |
| 2014年2月12日  | リズム怪盗R プレミアムライブ Original Soundtrack | 細谷佳正、武田華              | 「ニセモノVSホンモノ君」 | ゲーム『リズム怪盗R プレミアムライブ』挿入歌 |

## 書籍
- 細谷佳正のちょっと聞いてって〜♪♪♪（2015年、音楽出版社）ISBN 978-4-86171-141-1
- 細谷佳正フォトエッセイ『アップデート』(2022年、宝島社) ISBN 978-4-299-01439-9

### シリーズ一覧
1. ↑  第1期（2007年）、第2期『〜夏の大会編〜』（2010年）
2. ↑  第1期（2007年）、第2期（2007年）
3. ↑  第1シーズン（2009年 - 2010年）、第2シーズン『爆』（2010年 - 2011年）、第3シーズン『4D』（2011年）、第4シーズン『ZEROG』（2012年 - 2013年）
4. ↑  第1期（2011年 - 2012年）、第2期『2』（2013年）、第3期『3』（2019年 - 2020年）
5. ↑  第3期『参』（2011年）、第6期『陸』（2017年）
6. ↑  第1期（2011年 - 2012年）、第2期『II』（2012年 - 2013年）
7. ↑  第1期（2012年）、第2期（2013年 - 2014年）、第3期（2015年）
8. ↑  第2作『新テニスの王子様』（2012年）、第3作『新テニスの王子様 U-17 WORLD CUP』（2022年）、第3作続編『新テニスの王子様 U-17 WORLD CUP SEMIFINAL』（2024年）
9. ↑  第1期『The labyrinth of magic』（2012年 - 2013年）、第2期『The kingdom of magic』（2013年）
10. ↑  第2シリーズ（2013年 - 2014年）、第3シリーズ（2020年 - 2021年）、第4シリーズ（2022年）
11. ↑  第1期（2013年）、Season 2（2017年）、Season 3 Part 1（2018年）、Season 3 Part 2（2019年）、The Final Season Part 1（2020年 - 2021年）、The Final Season Part 2（2022年）、The Final Season 完結編（前編）（2023年）、The Final Season 完結編（後編）（2023年）
12. ↑  第1期（2013年 - 2015年）、第2期『SECOND SEASON』（2015年 - 2016年）、第3期『actII』（2019年 - 2020年）
13. ↑  第2期『NEW』（2013年）、第3期『BorN』（2015年）
14. ↑  第1期（2014年）、第2期『リベンジ』（2016年）
15. ↑  第1期（2014年）、第2期『セカンドシーズン』（2015年 - 2016年）、第3期『烏野高校 VS 白鳥沢学園高校』（2016年）、第4期『TO THE TOP』第1クール（2020年）、第4期『TO THE TOP』第2クール（2020年）
16. ↑  第1期（2014年）、第2期『AVENGING BATTLE』（2014年）
17. ↑  第2期『-Eternal Summer-』（2014年）、第3期『-Dive to the Future-』（2018年）
18. ↑  第1シリーズ（2014年）、第2シリーズ（2015年）
19. ↑  第壱期（2014年）、第弐期（2017年）、第弐期その弐（2018年）
20. ↑  第1期（2015年）、第2期『風塵乱舞』（2016年）
21. ↑  第1シーズン（2015年）、第2シーズン（2016年）
22. ↑  第1期（2015年 - 2016年）、第2期（2016年 - 2017年）
23. ↑  第1期『帰ってきたコンボイの謎』、第2期『さらなる人気者への道』
24. ↑  第1期（2015年）、ショート作品『しょ〜と!!』（2016年）、第2期『#』（2016年）
25. ↑  第1期（2015年）、第2期（2017年）、第3期（2019年）
26. ↑  第1期（2015年）、第2期『II』（2019年）、第3期『III』（2020年）、第4期『IV 新章 迷宮篇』（2022年）、第4期『IV 深章 厄災篇』（2023年）、第5期『V 豊穣の女神篇』（2024年 - 2025年）
27. ↑  第1クール（2016年）、第2クール（2016年）
28. ↑  第1期（2016年）、第2期（2018年）、完結編（2018年12月28日）
29. ↑  第1シリーズ（2016年）、第2シリーズ（2017年 - 2018年）
30. ↑  絶望編（2016年）、希望編（2016年）
31. ↑  第1期（2016年）、第2期『2』（2020年）
32. ↑  第1期（2016年）、第2期『星の巨人』（2016年）
33. ↑  第1シーズン（2016年）、第2シーズン（2016年）、第3シーズン（2019年）、第4シーズン（2023年）、第5シーズン（2023年）
34. ↑  第1期（2016年）、第2期（2017年）、第3期（2018年）、第4期（2019年 - 2020年）、第5期（2021年）、第6期（2022年 - 2023年）、第7期（2024年）
35. ↑  第1期（2016年）、第2期『II』（2019年）、第3期『III』（2022年）
36. ↑  第1期（2018年）、第2期『NOMAD メガロボクス２』（2021年）
37. ↑  第一期（2018年）、第二期（2018年）、第三期（2020年）、第四期（2022年 - 2023年）
38. ↑  第1期（2019年）、第2期第1部（2021年）、第2期第2部（2021年）、第3期（2024年）
39. ↑  第1クール（2019年）、第2クール（2019年）
40. ↑  第1クール（2019年）、第2クール（2019年）
41. ↑  第1期『竈門炭治郎 立志編』（2019年）、第4期『柱稽古編』（2024年）
42. ↑  『ましゅまいれっしゅ!!』（2020年）、『STARS!!』（2021年）
43. ↑  壱の章（2020年 - 2021年）、弐の章（2021年 - 2022年）
44. ↑  第1期（2021年）、第2期『2』（2023年）
45. ↑  第1シーズン（2023年）、第2シーズン（2024年）
46. ↑  劇場版 進撃の巨人 前編〜紅蓮の弓矢〜（2014年）、『劇場版 進撃の巨人 後編〜自由の翼〜』（2015年）、『劇場版 進撃の巨人 Season2〜覚醒の咆哮〜』（2018年）
47. ↑  第1部『衝動』（2015年）、第2部『衝突』（2016年）、最終章『衝戟』（2016年）
48. ↑  『ハイ☆スピード！-Free! Starting Days-』（2015年）、『劇場版 Free!-Timeless Medley-』2部作（2017年）、『特別版 Free!-Take Your Marks-』（2017年）、『劇場版 Free!-Road to the World-夢』（2019年）、『劇場版 Free!-the Final Stroke-』2部作（2021年 - 2022年）
49. ↑  『この世界の片隅に』（2016年）、長尺版『この世界の（さらにいくつもの）片隅に』（2019年）
50. ↑  第1作『〜2人の英雄〜』（2018年）、第2作『ヒーローズ：ライジング』（2019年）、第3作『ワールド ヒーローズ ミッション』（2021年）
51. ↑  『マウスマン〜愛の塊〜』（2020年）、『マウスマン〜ダークチャイルド〜』（2022年）
52. ↑  『全国大会篇』、『全国大会篇 Semifinal』、『全国大会篇 Final』、『ANOTHER STORY 〜過去と未来のメッセージ』、『ANOTHER STORY II 〜アノトキノボクラ』
53. ↑  第1期（2015年）、第2期『II』（2016年 - 2017年）、第3期『III』（2018年 - 2019年）、第4期『IV』（2020年 - 2021年）、第5期『FINAL』（2022年）
54. ↑  第1期OVA（2016年）、第2期OVA『スタミュ in ハロウィン』（2018年）
55. ↑  第1期（2016年）、第2期『II』（2019年）、第3期『III』（2021年）
56. ↑  シーズン1（2021年）、シーズン2（2023年）
57. ↑  『ポータブル 超絶転生! バルカンホルセウス』『頂上決戦! ビッグバン・ブレーターズ』（2010年）
58. ↑  『黒子のバスケ キセキの試合』（2012年）、『黒子のバスケ 勝利へのキセキ』（2014年）、『黒子のバスケ 未来へのキズナ』（2015年）
59. ↑  『無双OROCHI 2 Special』『無双OROCHI 2 Hyper』（2012年）
60. ↑  『for Nintendo 3DS』『for Wii U』（2014年）、『SPECIAL』（2018年）
61. ↑  『ハイキュー!! 繋げ!頂の景色!!』（2014年）、『ハイキュー!! Cross team match!』（2016年）
62. ↑  『グランブルーファンタジー』（2016年 - 2022年）、『ヴァーサス』[382]（2020年 - 2021年）、『ヴァーサス -ライジング-』（2023年）
63. ↑  『進撃の巨人』（2016年）、『進撃の巨人2』[386]（2018年）
64. ↑  『CROSSRAYS』、『ETERNAL』（2025年）
65. ↑  『クロスブースト』（2021年）、『オーバーブースト』（2023年）、『インフィニットブースト』（2025年）

### 初出話一覧
1. ↑  第5期 第15話初出
2. ↑  第1期 第9話初出
3. 1 2 3 4 5  第1話初出
4. 1 2  第4話初出
5. ↑  第5話初出
6. ↑  第11話初出
7. ↑  第13話初出
8. ↑  第14話初出
9. 1 2 3 4  第3話初出
10. ↑  第19話初出
11. ↑  第6話初出
12. ↑  第18話初出

### ユニットメンバー
1. 1 2 3 4 5 6 7  不二周助（甲斐田ゆき）、宍戸亮（楠田敏之）、白石蔵ノ介（細谷佳正）、千歳千里（大須賀純）
2. 1 2 3 4  越前リョーマ（皆川純子）、手塚国光（置鮎龍太郎）、跡部景吾（諏訪部順一）、幸村精市（永井幸子）、真田弦一郎（楠大典）、木手永四郎（新垣樽助）、白石蔵ノ介（細谷佳正）
3. 1 2  千歳千里（大須賀純）、一氏ユウジ（熊渕卓）
4. 1 2 3 4  大石秀一郎（近藤孝行）、木手永四郎（新垣樽助）、白石蔵ノ介（細谷佳正）、石田銀（高塚正也）
5. 1 2 3 4 5  白石蔵ノ介（細谷佳正）、千歳千里（大須賀純）、金色小春（内藤玲）、一氏ユウジ（熊渕卓）、忍足謙也（福山潤）、石田銀（高塚正也）、財前光（荒木宏文）、小石川健二郎（日野聡）、遠山金太郎（杉本ゆう）
6. ↑  白川直也（市来光弘）、更科郁斗（寺島拓篤）、黒崎龍之介（細谷佳正）
7. 1 2 3 4  越前リョーマ（皆川純子）、跡部景吾（諏訪部順一）、佐伯虎次郎（織田優成）、幸村精市（永井幸子）、亜久津仁（佐々木望）、不二裕太（冨田真）、白石蔵ノ介（細谷佳正）、木手永四郎（新垣樽助）、神尾アキラ（鈴木千尋）
8. ↑  不二周助（甲斐田ゆき）、金色小春（内藤玲）、鳳長太郎（浪川大輔）、ジャッカル桑原（檜山修之）、甲斐裕次郎（中村太亮）、菊丸英二（高橋広樹）、海堂薫（喜安浩平）、跡部景吾（諏訪部順一）、切原赤也（森久保祥太郎）、白石蔵ノ介（細谷佳正）
9. ↑  火風紺（江口拓也）、セングレン（中井和哉）、マリアン（福山潤）、ヒメ（三上枝織）、ペット（細谷佳正）
10. 1 2 3  ヒューゴ・ジュリアード（細谷佳正）、G.O.バッハ（日野聡）、桐朋源二（松岡禎丞）、桐朋源三郎（梶裕貴）、フランシスコ・ルイス・アストルガ（立花慎之介）
11. ↑  火風紺（江口拓也）、セングレン（中井和哉）、マリアン（福山潤）、ヒメ（三上枝織）、ペット（細谷佳正）
12. 1 2  雅臣（興津和幸）、右京（平川大輔）、要（諏訪部順一）、光（岡本信彦）、椿（鈴村健一）、梓（鳥海浩輔）、棗（前野智昭）、琉生（武内健）、昴（小野大輔）、祈織（浪川大輔）、侑介（細谷佳正）、風斗（KENN）、弥（梶裕貴）、ジュリ（神谷浩史）
13. 1 2 3 4  東金千秋（谷山紀章）、土岐蓬生（石川英郎）、芹沢睦（細谷佳正）
14. ↑  如月響也（福山潤）、如月律（小西克幸）、榊大地（内田夕夜）、水嶋悠人（水橋かおり）
15. ↑  八木沢雪広（伊藤健太郎）、火積司郎（森田成一）、水嶋新（岸尾だいすけ）
16. ↑  冥加玲士（日野聡）、天宮静（宮野真守）、七海宗介（増田ゆき）
17. ↑  鬼灯（安元洋貴）、閻魔大王（長嶝高士）、ピーチ・マキ（上坂すみれ）、ミキ（諏訪彩花）、檎（細谷佳正）、座敷童子［一子（佐藤聡美）、二子（小倉唯）］、YOUR SONG IS GOOD
18. 1 2  ボーカル：沢村栄純（逢坂良太） / コーラス：降谷暁（島﨑信長）、御幸一也（櫻井孝宏）、小湊春市（花江夏樹）、結城哲也（細谷佳正）、倉持洋一（浅沼晋太郎）、伊佐敷純（小野友樹）、滝川・クリス・優（浪川大輔）、丹波光一郎（森田成一）、小湊亮介（岡本信彦）、川上憲史（下野紘）、増子透（羽多野渉）、金丸信二（松岡禎丞）、東条秀明（蒼井翔太）
19. 1 2 3  師走駆（梶裕貴）、睦月始（鳥海浩輔）、如月恋（増田俊樹）、弥生春（前野智昭）、卯月新（細谷佳正）、皐月葵（KENN）
20. 1 2  御神ルカ（KENN）、獅堂レオ（下野紘）、黒夢ツバサ（前野智昭）、諸星セイヤ（細谷佳正）、魁イツキ（森久保祥太郎）
21. ↑  クロウ（谷山紀章） / コーラス：アイオーン（内山昂輝）、ヤイバ（柿原徹也）、ロム（細谷佳正）
22. 1 2 3 4 5 6 7 8 9  星谷悠太（花江夏樹）、那雪透（小野賢章）、月皇海斗（ランズベリー・アーサー）、天花寺翔（細谷佳正）、空閑愁（前野智昭）
23. ↑  宇野陽子（高橋李依）、相沢基紀（大山鎬則）、明田川慎二郎（柳田淳一）、岩田晋一（手塚ヒロミチ）、清水亮（木島隆一）、鈴木章子（田澤茉純）、栃倉千穂（前川涼子）、錦織拓哉（山下誠一郎）、三上聖名子（芳野由奈）、渡辺美沙（三宅麻理恵）
24. 1 2  氷鷹北斗（細谷佳正）、明星スバル（柿原徹也）、遊木真（森久保祥太郎）、衣更真緒（梶裕貴）
25. ↑  木村良平、小野友樹、小清水亜美、佐倉綾音、中村悠一、南條愛乃、福原香織、細谷佳正、水瀬いのり、諸星すみれ
26. ↑  江ノ島晴（岡本信彦）、和泉総一郎（白井悠介）、東夏樹（斉藤壮馬）、望月悠羽（花江夏樹）、蘇芳新（細谷佳正）
27. ↑  水無月涙（蒼井翔太）、文月海（羽多野渉）、葉月陽（柿原徹也）、長月夜（近藤隆）、神無月郁（小野賢章）、霜月隼（木村良平）
28. ↑  星谷悠太（花江夏樹）、那雪透（小野賢章）、月皇海斗（ランズベリー・アーサー）、天花寺翔（細谷佳正）、空閑愁（前野智昭）、辰己琉唯（岡本信彦）、申渡栄吾（内田雄馬）、戌峰誠士郎（興津和幸）、虎石和泉（KENN）、卯川晶（松岡禎丞）、揚羽陸（島﨑信長）、蜂矢聡（高梨謙吾）、北原廉（梅原裕一郎）、南條聖（武内駿輔）、鳳樹（諏訪部順一）、柊翼（平川大輔）、暁鏡司（森久保祥太郎）、楪・C・リオン（鳥海浩輔）、漣朔也（羽多野渉）、月皇遥斗（子安武人）、魚住朝喜（森川智之）、早乙女律（置鮎龍太郎）、双葉大我（保志総一朗）
29. ↑  七瀬遙（島﨑信長）、橘真琴（鈴木達央）、葉月渚（代永翼）、竜ヶ崎怜（平川大輔）、松岡凛（宮野真守）、山崎宗介（細谷佳正）、似鳥愛一郎（宮田幸季）、御子柴百太郎（鈴村健一）、御子柴清十郎（津田健次郎）、松岡江（渡辺明乃）、天方美帆（雪野五月）、笹部吾朗（家中宏）
30. ↑  八神太一（花江夏樹）、武之内空（三森すずこ）、石田ヤマト（細谷佳正）、泉光子郎（田村睦心）、太刀川ミミ（吉田仁美）、高石タケル（榎木淳弥）、城戸丈（池田純矢）、八神ヒカリ（M・A・O）、望月芽心（荒川美穂）
31. ↑  アグモン（坂本千夏）、ピヨモン（重松花鳥）、ガブモン（山口眞弓）、テントモン（櫻井孝宏）、パルモン（山田きのこ）、パタモン（松本美和）、ゴマモン（竹内順子）、テイルモン（徳光由禾）、メイクーモン（森下由樹子）
32. ↑  辰己琉唯（岡本信彦）、申渡栄吾（内田雄馬）、戌峰誠士郎（興津和幸）、虎石和泉（KENN）、卯川晶（松岡禎丞）
33. ↑  揚羽陸（島﨑信長）、蜂矢聡（高梨謙吾）
34. ↑  北原廉（梅原裕一郎）、南條聖（武内駿輔）
35. ↑  星谷悠太（花江夏樹）、那雪透（小野賢章）、月皇海斗（ランズベリー・アーサー）、天花寺翔（細谷佳正）、空閑愁（前野智昭）、揚羽陸（島﨑信長）、蜂矢聡（高梨謙吾）、北原廉（梅原裕一郎）、南條聖（武内駿輔）